# Racing Bulls
Pour les articles homonymes, voir Alpha Tauri.
Racing Bulls, écurie créée sous le nom Scuderia Toro Rosso en 2006 puis rebaptisée Scuderia AlphaTauri en 2020, est une écurie italienne de Formule 1 fondée fin 2005, à la suite du rachat de la Scuderia Minardi par le groupe autrichien Red Bull. Elle fait ses débuts en compétition à l'occasion du Grand Prix de Bahreïn lors du championnat du monde de Formule 1 2006. L'écurie est l'équipe satellite de Red Bull Racing qui forme des jeunes pilotes issus des formules de promotion Red Bull.
En tant que Scuderia Toro Rosso, l'équipe compte une pole position et une victoire remportées par Sebastian Vettel au Grand Prix d'Italie 2008, une troisième place, obtenue par Daniil Kvyat au Grand Prix d'Allemagne 2019 et une deuxième place obtenue par Pierre Gasly  au Grand Prix du Brésil 2019.
En septembre 2019, la Scuderia Toro Rosso devient Scuderia AlphaTauri (une marque de prêt-à-porter appartenant au groupe Red Bull) ; le 1er décembre 2019, après avoir obtenu l'accord unanime des autres écuries, le changement de nom devient officiel pour la saison 2020. Sous cette dénomination, l'écurie obtient une nouvelle victoire avec Pierre Gasly le 6 septembre 2020 au Grand Prix d'Italie 2020.
À partir de 2024, l'écurie, renommée Racing Bulls, est engagée en championnat sous la dénomination commerciale Visa Cash App RB Formula One Team, souvent abrégée VCARB.

## Historique

### Scuderia Toro Rosso

#### Saison 2006

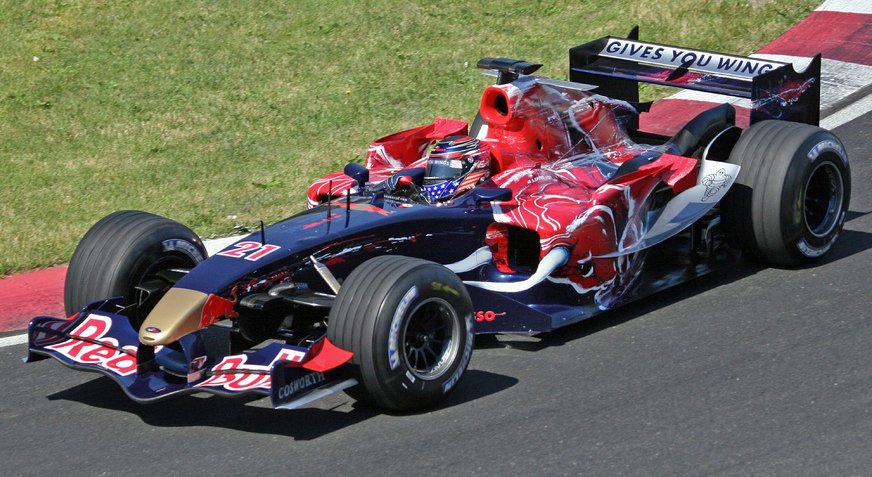
Scott Speed sur la STR1

À la fin de la saison 2005, Paul Stoddart, alors patron de la Scuderia Minardi, qui ne peut plus subvenir seul à son fonctionnement, revend son écurie à Dietrich Mateschitz, le patron du groupe Red Bull, qui rebaptise l'écurie Scuderia Toro Rosso. Les pilotes pour 2006 sont l'Italien Vitantonio Liuzzi et l'Américain Scott Speed ainsi que le Suisse Neel Jani comme essayeur.
L'écurie aligne la STR1, monoplace dérivée de la Red Bull RB1 de 2005 de l'écurie-sœur. Faisant polémique en début de saison 2006 à la suite de l'utilisation d'un moteur V10 Cosworth bridé, l'écurie est finalement revenue à son modeste niveau en fin du peloton. Les objectifs sont néanmoins atteints puisque l'écurie a marqué un point grâce à la huitième place de Liuzzi lors du Grand Prix des États-Unis à Indianapolis.

#### Saison 2007

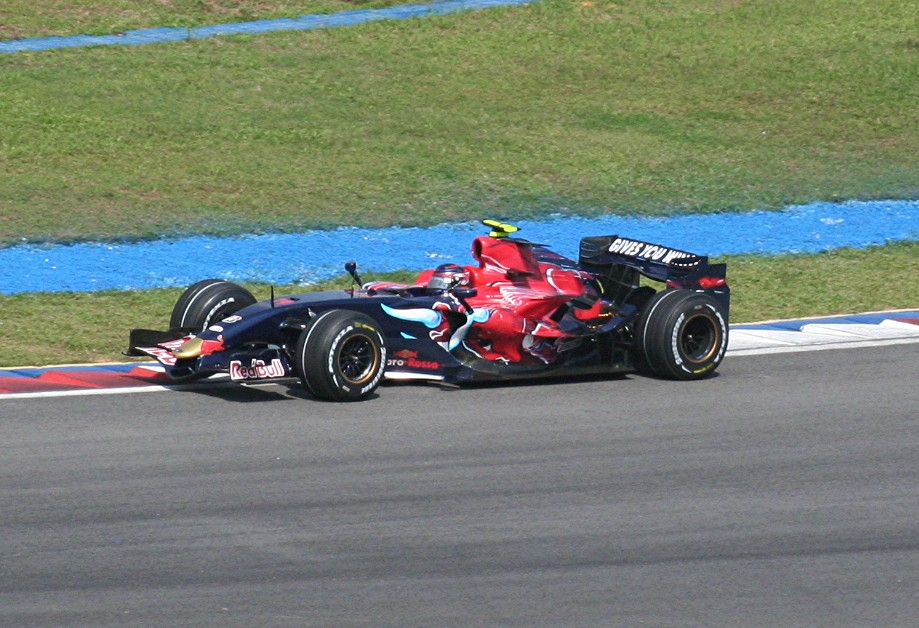
Scott Speed sur la STR2 au GP de Malaisie 2007

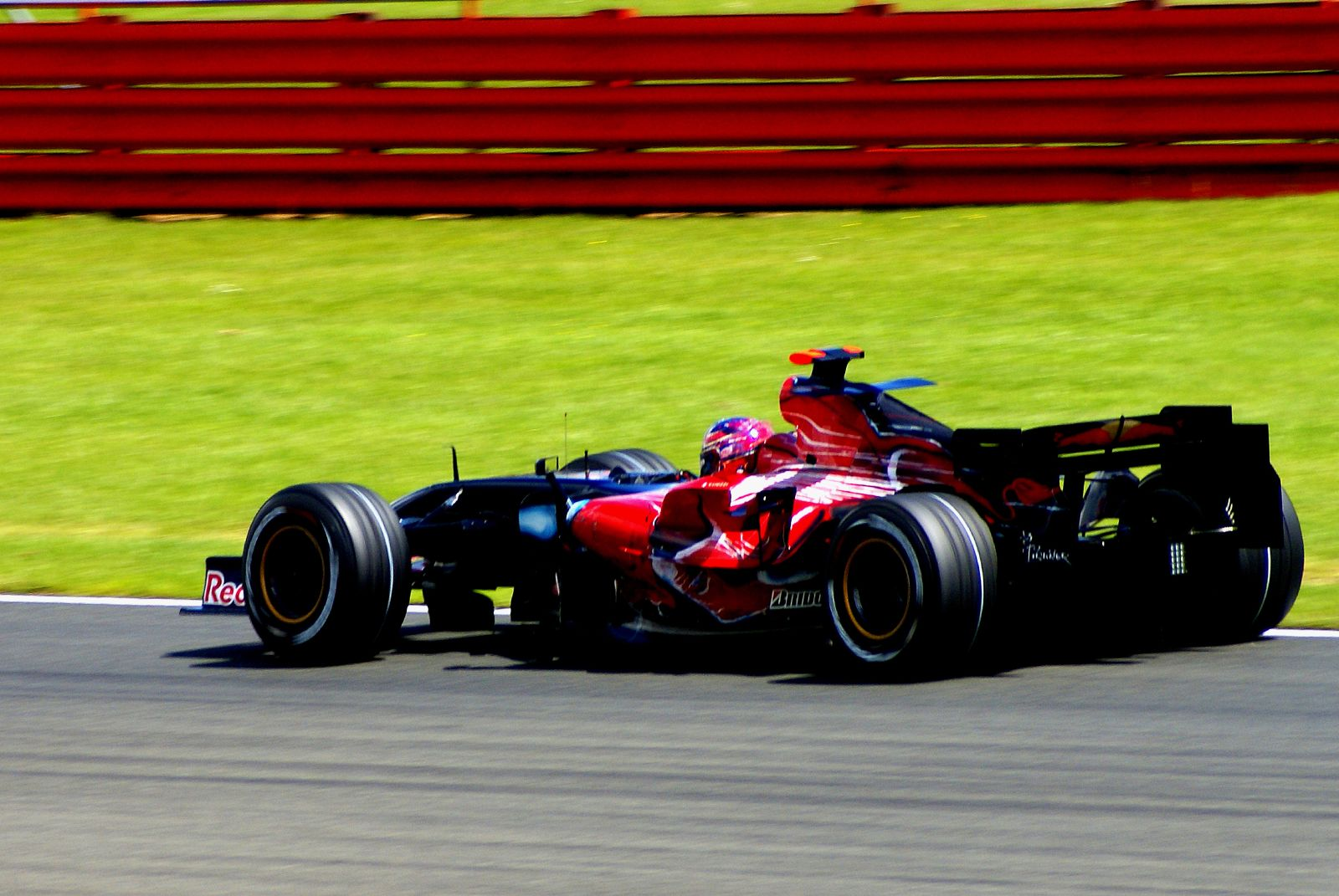
Vitantonio Liuzzi sur STR2 au GP de Grande-Bretagne 2007

Pour la saison 2007, la paire de pilotes est reconduite malgré les nombreuses hésitations de Gerhard Berger concernant leur réel potentiel tandis que Neel Jani rejoint KV Racing Technology en Champ Car. L'écurie n'a pas d'autres pilotes à sa disposition, après avoir fait tourner pendant l'hiver le français Sébastien Bourdais, encore sous contrat avec Newman-Haas-Lanigan aux États-Unis.
La STR2 ressemble à la Red Bull RB3, Adrian Newey, le directeur technique Red Bull, ayant modifié le châssis pour qu'il accueille le V8 Ferrari, la RB3 étant motorisé par Renault, et ainsi permettre à l'équipe de se battre avec Spyker F1 Team et Super Aguri Formula 1 Team.
Au Grand Prix d'Europe, les monoplaces de Liuzzi et Speed abandonnent sur une sortie de piste qui implique également trois autres pilotes après une énorme averse. En cours de saison, Scott Speed est remplacé par Sebastian Vettel. L'objectif est une montée en puissance qui se concrétise en fin de saison : au Grand Prix de Chine 2007, Vettel et Liuzzi se classent quatrième et sixième. Au Grand Prix précédent, au Japon, sous la pluie, Vettel passe près du podium mais harponne la Red Bull de Mark Webber sous régime de voiture de sécurité ; il couvre néanmoins les premiers tours en tête de l'écurie.
À l'instar de sa première saison, l'écurie de Faenza n'échappe pas à la polémique vis-à-vis de sa rivale directe Spyker F1 Team. En effet, en vertu des accords Concorde régissant la Formule 1, une équipe doit construire elle-même sa monoplace ou en confier la conception à une société tierce. Dans les cas de la Toro Rosso STR2 et de la Red Bull RB3, cette règle a été contournée par l'intervention de Red Bull Technology, une société basée dans les quartiers généraux de Red Bull Racing à Milton Keynes et dirigée par Adrian Newey.

#### Saison 2008

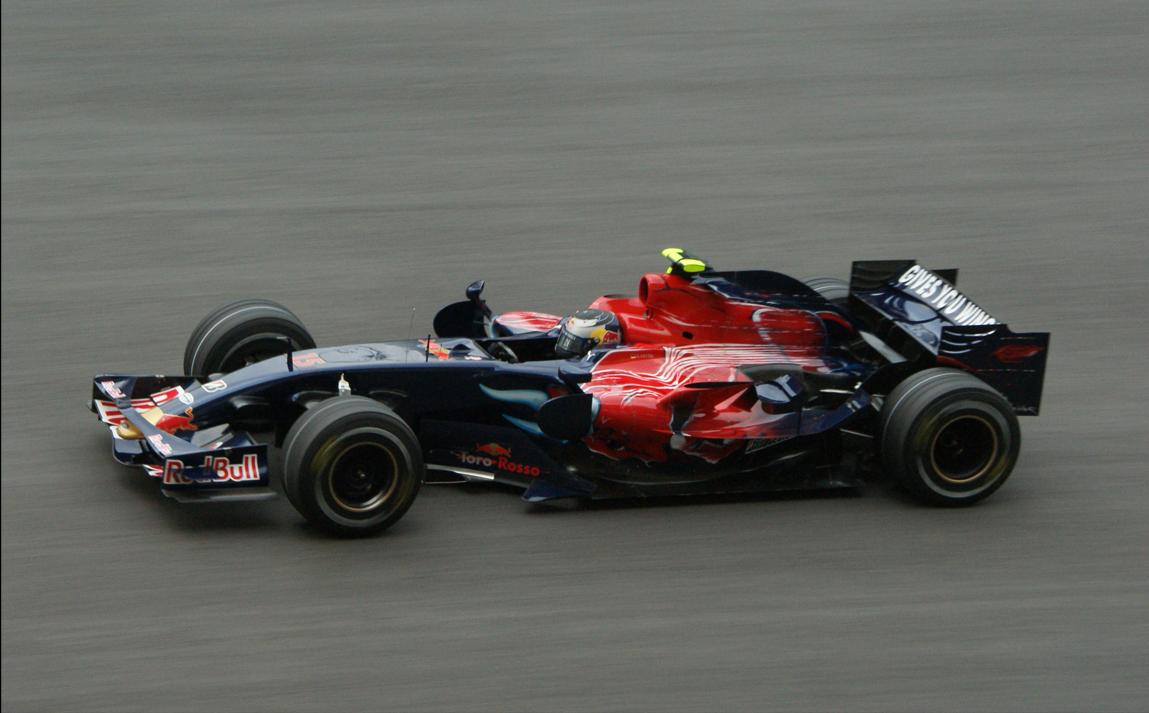
Sebastian Vettel sur la Toro Rosso STR2B au Grand Prix de Malaisie 2008

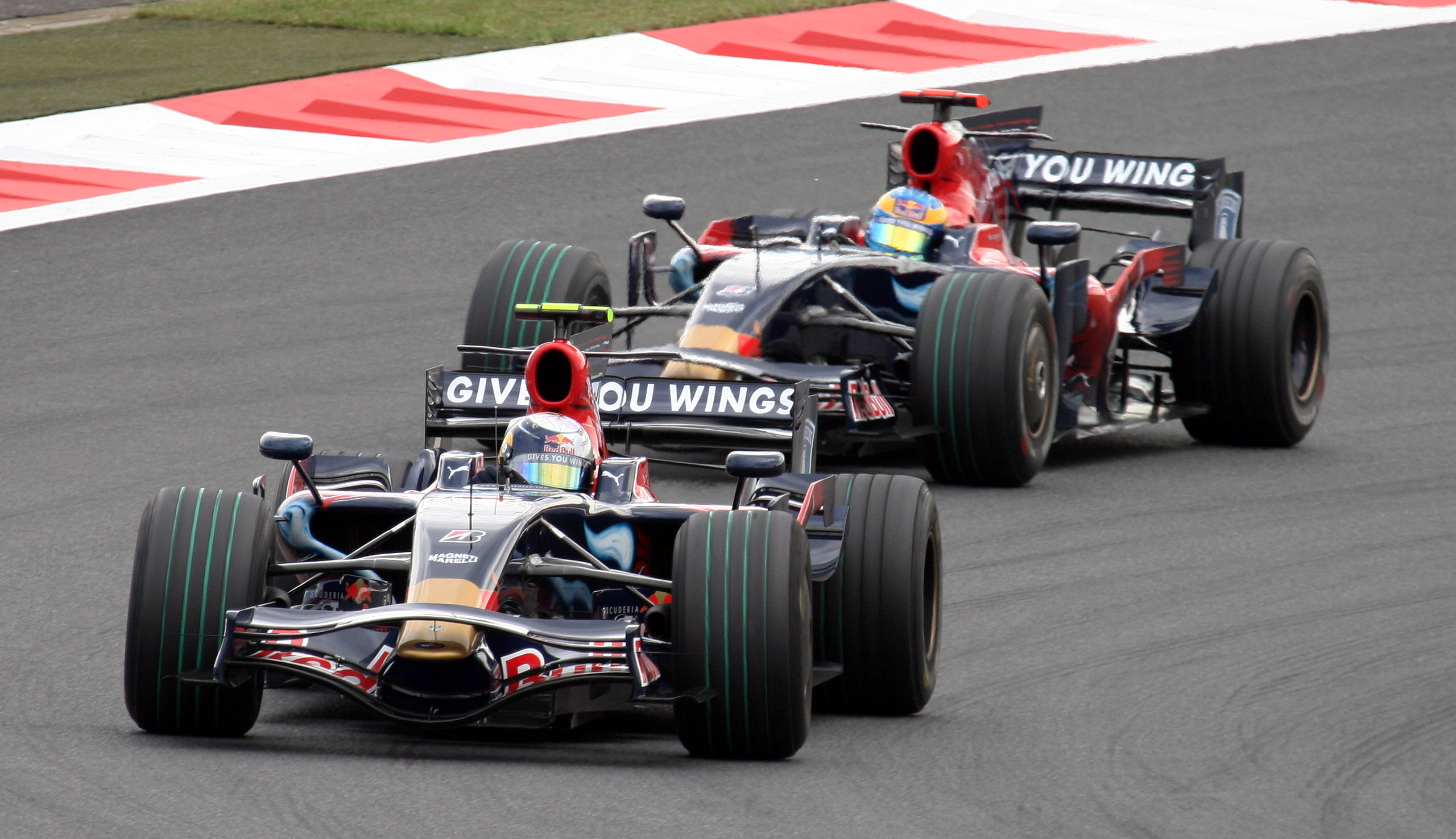
Les STR3 de Sebastian Vettel et Sébastien Bourdais lors des essais du Grand Prix du Japon 2008

Les pilotes de la saison 2008 sont l'Allemand Sebastian Vettel et le Français Sébastien Bourdais. Le 18 mars 2008, le propriétaire de l'écurie, Dietrich Mateschitz, également propriétaire de Red Bull Racing, annonce son intention de se séparer de Toro Rosso avant l'entrée en vigueur des dispositions des accords Concorde, qui obligent, à partir de 2010, toutes les équipes à construire elles-mêmes leurs monoplaces.
La saison commence avec une septième place de Bourdais au Grand Prix d'Australie ; le Français était même quatrième devant la Renault R28 de Fernando Alonso et la McLaren-Mercedes de Heikki Kovalainen avant d'abandonner, moteur cassé. Vettel ouvre son compteur avec une cinquième place à Monaco, premier Grand Prix de la STR3. Au Grand Prix d'Europe, les deux monoplaces se qualifient pour la première fois en super-pole avec une dixième place pour Bourdais et une sixième pour Vettel, l'Allemand termine à la même position en course. Au Grand Prix de Belgique, les deux Toro Rosso terminent pour la première fois dans les points, Vettel cinquième et Bourdais septième. Ce dernier, longtemps troisième, s'est finalement fait dépasser par Nick Heidfeld, Fernando Alonso, son coéquipier et Robert Kubica en raison de la pluie.
Au Grand Prix d'Italie, la Scuderia Toro Rosso réalise sa meilleure course depuis sa création. Sébastien Bourdais part quatrième mais ne récolte pourtant pas les fruits de ses efforts car un incident mécanique l'oblige à s'élancer des stands un tour après le départ, tandis que Sebastian Vettel réalise la pole position et remporte la victoire, devenant le plus jeune vainqueur de Grand Prix de l'histoire. L'Allemand termine cinquième à Singapour.
Au Grand Prix du Japon, Sébastien Bourdais perd les points de la sixième position, les commissaires estimant qu'il avait gêné Felipe Massa lors de sa sortie des stands, provoquant un tête-à-queue de ce dernier. Cette sanction permet à Sebastian Vettel de récupérer trois points. Pour le dernier Grand Prix de la saison, au Brésil, Vettel s'illustre en jouant malgré lui un rôle dans la lutte pour le titre mondial entre Lewis Hamilton (McLaren-Mercedes) et Felipe Massa (Ferrari). À quelques tours de l'arrivée, il dépossède le Britannique de la cinquième place dont il avait besoin pour devenir champion du monde en cas de victoire de Massa, qui franchit la ligne d'arrivée en tant que champion du monde virtuel. Toutefois, la Toyota de Timo Glock est en perdition dans le dernier virage, ce dont profitent Vettel et Hamilton pour le dépasser, et Hamilton pour récupérer le point qui lui manquait pour devenir champion du monde.
L'équipe termine sixième du championnat du monde avec 39 points, devant Red Bull Racing. Le 26 novembre, Gerhard Berger annonce la vente de ses parts de l'écurie à Dietrich Mateschitz et quitte ses fonctions de Team manager. Dietrich Mateschitz est désormais propriétaire de Red Bull Racing et Toro Rosso.

#### Saison 2009

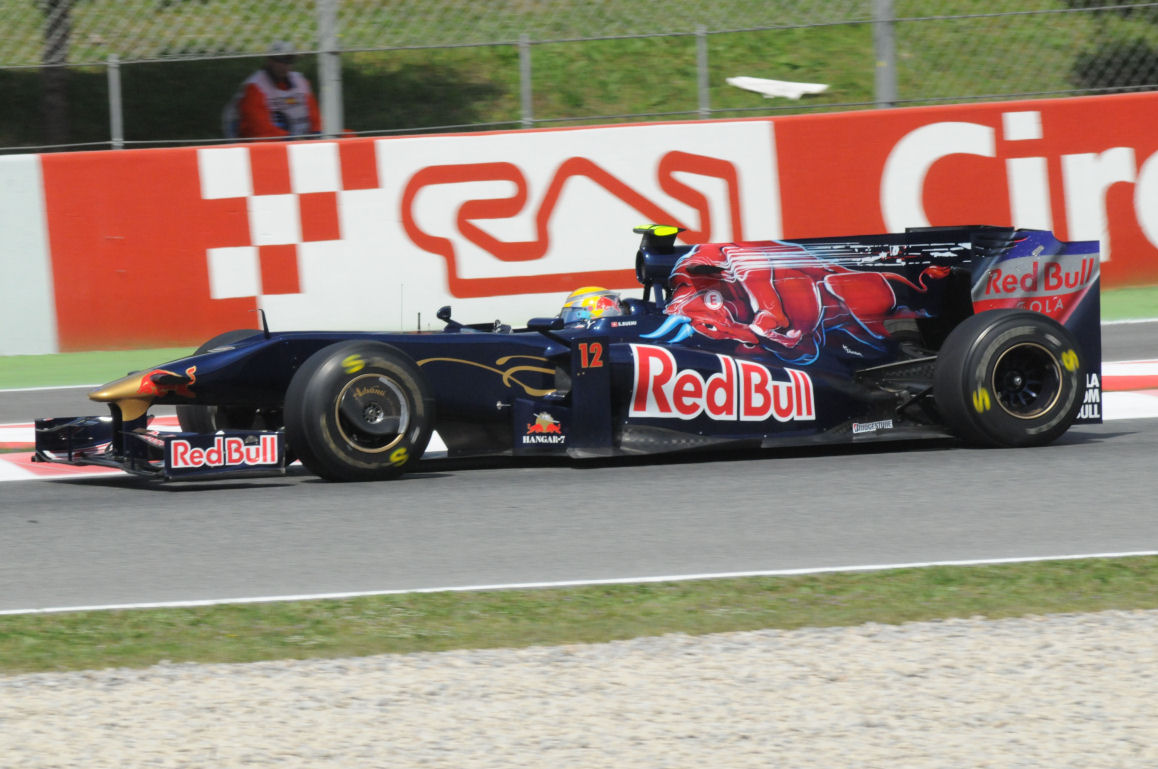
Sébastien Buemi au Grand Prix d'Espagne 2009

En 2009, Dietrich Mateschitz souhaite trouver un repreneur capable d’assurer un avenir à long terme à l’équipe. Sebastien Buemi remplace Sebastian Vettel parti chez Red Bull Racing et Sébastien Bourdais conserve son volant.
En Australie, Buemi et Bourdais finissent septième et huitième, inscrivant trois points. La STR4 se révèle moins compétitive que sa devancière. En Chine, sous la pluie, Buemi finit huitième, marquant le quatrième point de la saison. Il faut attendre Monaco pour que Bourdais inscrive un autre point. Lors du Grand Prix précédent, en Espagne, les Toro Rosso, prises dans le carambolage du premier tour, s'auto-éliminent.
Au cœur de l'été, les performances faiblissent encore et Toro Rosso remplace Bourdais par le novice espagnol Jaime Alguersuari. Les performances ne s'améliorent pas et ce n'est qu'en fin d'année, lorsque Red Bull Technology fournit une évolution proche de la Red Bull RB5, que l'écurie renoue avec les points avec une septième et huitième place de Buemi à Interlagos et Abou Dabi. Toro Rosso se classe à la dernière place du championnat avec huit points.

#### Saison 2010

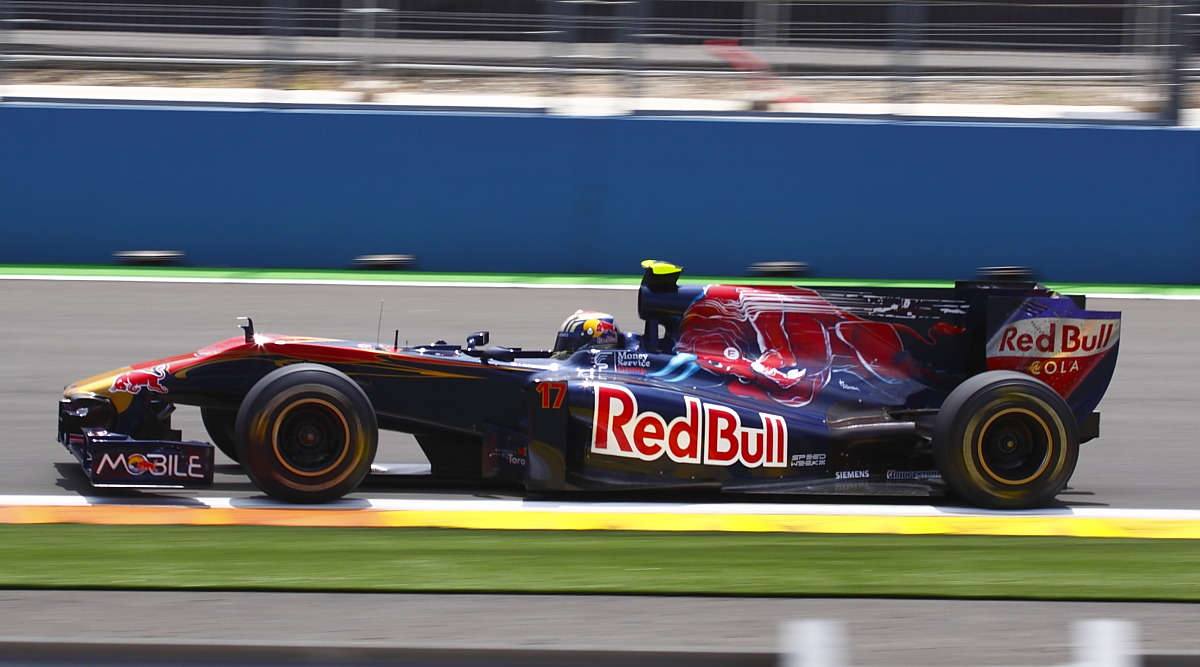
Jaime Alguersuari sur la STR5 lors du Grand Prix d'Europe 2010

Sebastien Buemi et Jaime Alguersuari sont reconduits dans leurs fonctions en 2010. Leur STR5 est la première monoplace entièrement conçue par l'écurie.
À Bahreïn, Grand Prix inaugural, Alguersuari finit treizième et Buemi seizième. En Australie, Alguersuari, en passe de marquer ses premiers points, termine onzième après une lutte avec le septuple champion du monde Michael Schumacher. En Malaisie, Toro Rosso marque ses premiers points grâce à Alguersuari qui finit neuvième.
En Chine, Buemi abandonne dans les premiers tours après avoir été percuté par la Force India de Vitantonio Liuzzi tandis qu'Alguersuari, en difficulté avec ses pneumatiques, termine treizième. Les essais libres de cette épreuve chinoise sont marqués par l'image de Buemi perdant ses deux roues avant en même temps. En Espagne, Alguersuari inscrit un nouveau point alors que Buemi abandonne sur problème hydraulique. À Monaco, Buemi et Alguersuari finissent dixième et onzième, Buemi marquant son premier point de la saison. Au Canada, Buemi mène un Grand Prix pour la première fois de sa carrière et finit huitième, ce qui le place devant son coéquipier au classement général. Deux semaines plus tard, Buemi se classe neuvième et inscrit deux points tandis que son coéquipier finit treizième. Aucun pilote ne marque durant les six Grands Prix suivants, Buemi et Alguersuari s'éliminent même mutuellement en Allemagne dans la confusion du premier tour.
Au Japon, Buemi finit dixième, juste devant Alguersuari, et inscrit un point. En Corée du Sud, Alguersuari termine onzième quand Buemi abandonne après un accrochage avec la Virgin de Timo Glock. Lors du Grand Prix de clôture, à Abou Dabi, l'équipe inscrit deux points grâce à Alguersuari, neuvième. À la fin de la saison, Buemi se classe seizième avec huit points et Alguersuari dix-neuvième avec cinq points ; Toro Rosso est neuvième avec 13 points.

#### Saison 2011

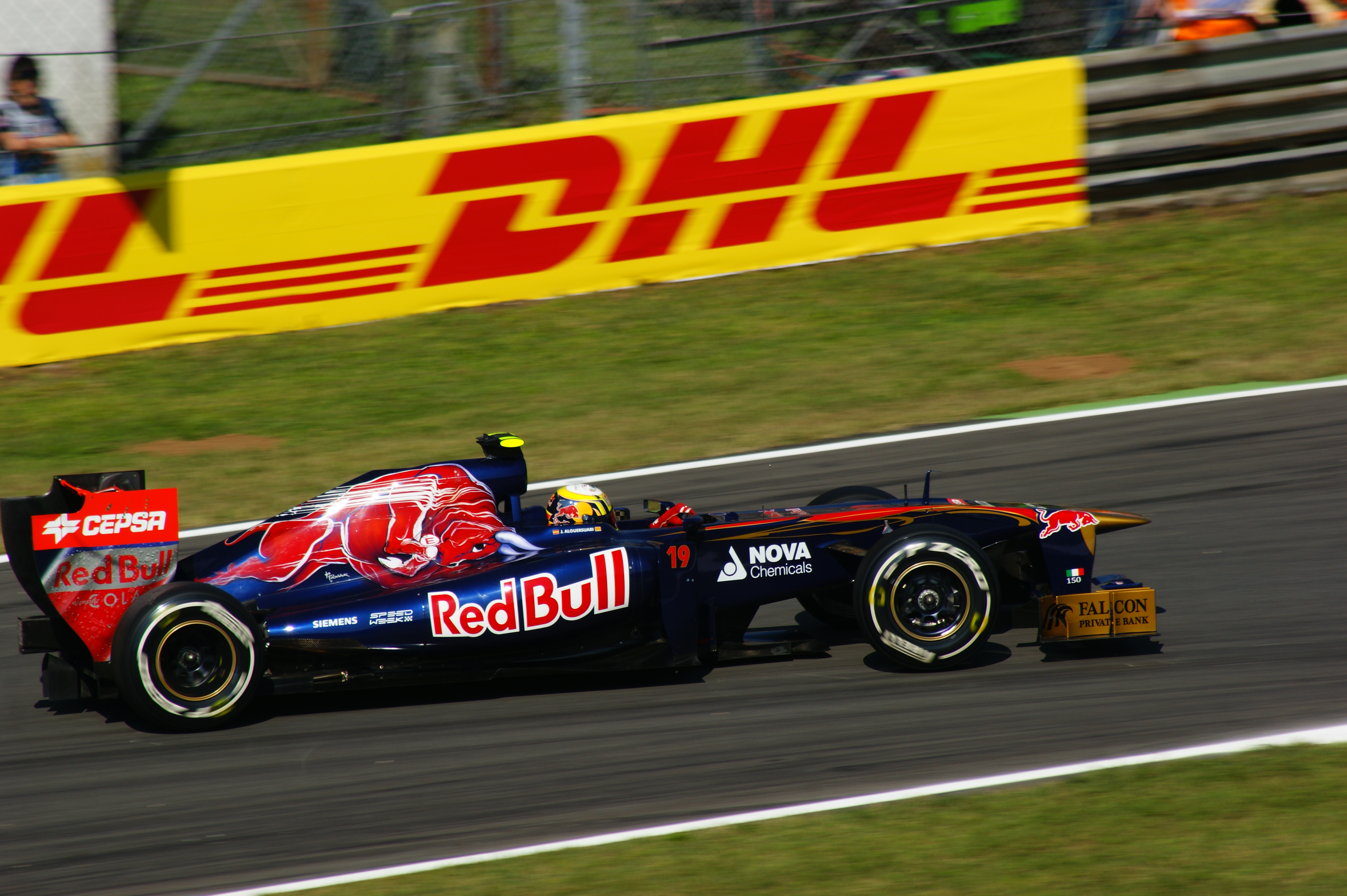
Jaime Alguersuari lors du Grand Prix d'Italie 2011

Sebastien Buemi et Jaime Alguersuari font à nouveau équipe en 2011 et, lors du premier Grand Prix de l'année en Australie, Buemi termine huitième après la disqualification des deux Sauber tandis qu'Alguersuari finit onzième. En Chine, si Alguersuari se qualifie septième et Buemi neuvième, la course n'est pas à la hauteur des espérances : Buemi finit quatorzième et Alguersuari abandonne sur perte de roue à la sortie des stands. En Turquie, Buemi finit neuvième et Alguersuari seizième.
À Monaco, Buemi inscrit le point de la dixième place tandis qu'Alguersuari est pris dans le carambolage qui interrompt la course. Au Canada, l'Espagnol finit huitième et Buemi se classe dixième. Alguersuari réitère sa performance au Grand Prix d'Europe. En Grande-Bretagne, Alguersuari entre pour la troisième fois consécutive dans les points en finissant dixième. En Hongrie, avant la pause estivale, Buemi finit huitième et Alguersuari dixième.
En Belgique, les deux pilotes abandonnent alors qu'Alguersuari avait réalisé la meilleure qualification de sa carrière en se classant sixième. En Italie, Alguersuari se classe septième (sa meilleure performance en carrière) et Buemi termine dixième ; aucun point n'est ramené des deux Grands Prix suivant. En Corée du Sud, Alguersuari égale son meilleur résultat en Formule 1 en se classant septième tandis que Buemi est aussi dans les points en terminant neuvième, ce qui constitue le meilleur résultat de la saison pour l'équipe.
En Inde, Alguersuari termine huitième. Aucun point n'est inscrit lors des deux dernières manches à Abou Dabi et au Brésil et, au terme de la saison, Toro Rosso est huitième du championnat du monde avec 41 points. Courant décembre, l'écurie annonce se séparer de ses deux pilotes pour 2012.

#### Saison 2012

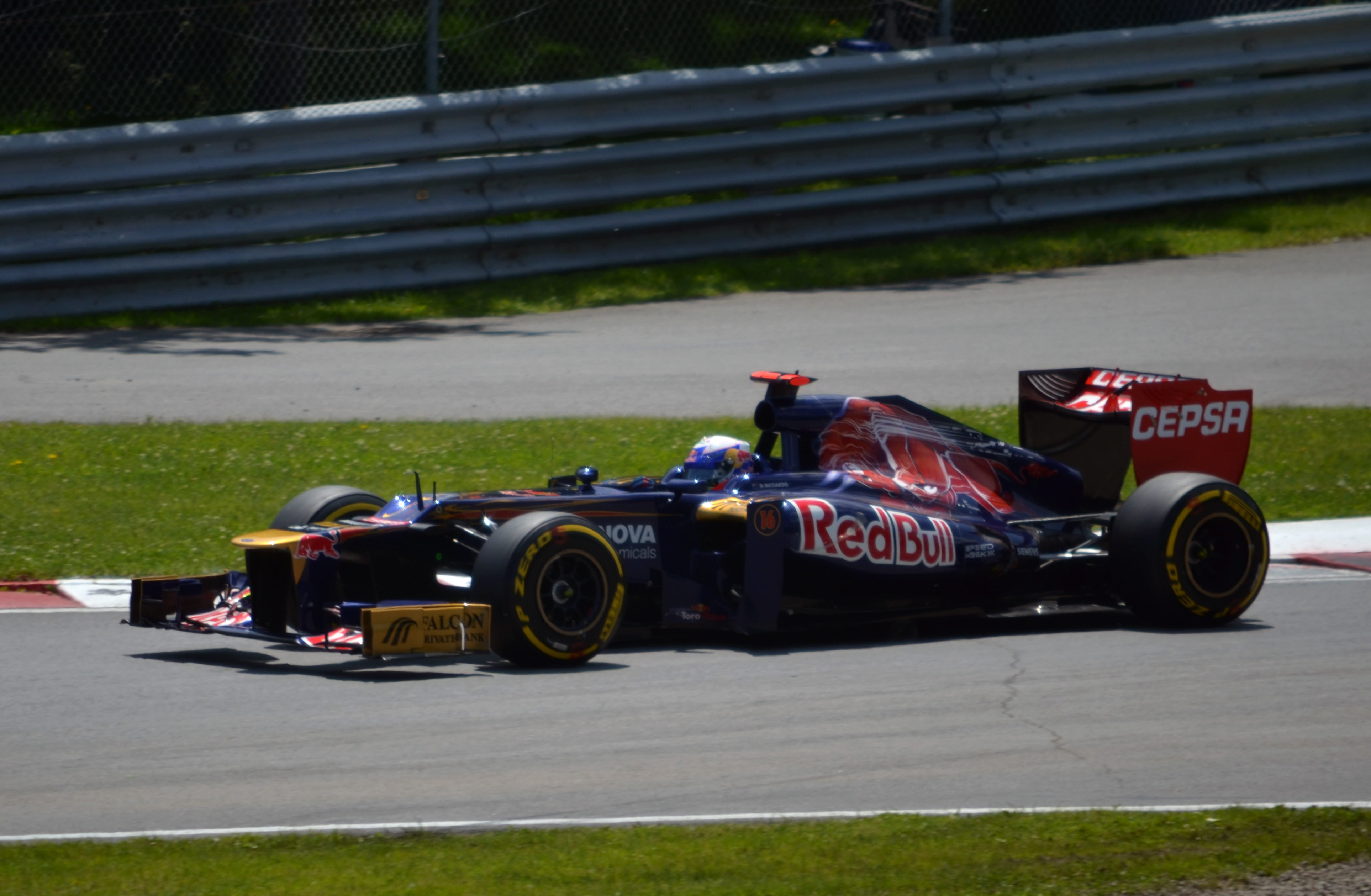
Daniel Ricciardo lors des qualifications du Grand Prix du Canada 2012.

Le 14 décembre 2011, Daniel Ricciardo et Jean-Éric Vergne sont officialisés. Daniel Ricciardo marque ses deux premiers points en Formule 1 dès le premier Grand Prix en Australie. Jean-Éric Vergne marque ses premiers points en Formule 1 lors du Grand Prix de Malaisie en terminant huitième. Au Grand Prix de Chine, Vergne, qualifié dix-septième, part depuis la voie des stands mais termine seizième juste devant Ricciardo. À Bahreïn, malgré une qualification en sixième position, Ricciardo perd une dizaine de places dès le premier tour et termine quinzième, juste derrière Vergne.
Le Grand Prix de Monaco est le théâtre de l'unique abandon de la saison de Ricciardo, à cause d'un problème de direction. Au Canada, qualifié quatorzième, il termine à la même position tandis que Vergne, élancé depuis la dix-neuvième place, termine quinzième. En Europe, Vergne abandonne à cause d'une crevaison alors que l'Australien termine onzième. À Silverstone, Vergne est pénalisé de dix places sur la grille pour avoir percuté la Caterham de Heikki Kovalainen à Valence. Parti vingt-troisième, il termine quatorzième, juste derrière son coéquipier, élancé depuis la douzième place. Les deux pilotes terminent à ces mêmes positions en Allemagne, où l'écurie connaît un changement dans sa direction technique avec le limogeage de Giorgio Asacanelli. En Hongrie, Vergne se qualifie seizième alors que Ricciardo obtient la dix-huitième place. En course, l'Australien termine quinzième tandis que le Français conserve sa seizième place.
Après la pause estivale, en Belgique, Vergne et Ricciardo terminent huitième et neuvième. Quelques jours plus tard, le départ d'Ascanelli est officialisé et James Key, ancien directeur technique de Sauber le remplace. À Monza, Vergne abandonne sur casse de suspension tandis que son coéquipier finit douzième. À Singapour, l'Australien marque les points de la neuvième place alors que Vergne est percuté par la Mercedes de Michael Schumacher. Au Grand Prix du Japon, Ricciardo termine dixième. En Corée du Sud, Vergne et Ricciardo se qualifient en seizième et vingt-et-unième positions, avec une pénalité de cinq places pour l'Australien à la suite d'un changement de boîte de vitesses ; en course, les deux pilotes terminent huitième et neuvième. Après une course anonyme en Inde, Ricciardo termine à nouveau dixième à Abou Dabi. Enfin au Brésil, le Français finit huitième après être parti de la dix-septième place.
Toro Rosso termine neuvième du championnat des constructeurs avec 26 points. Au classement des pilotes, Vergne est dix-septième avec 16 points tandis que Ricciardo est dix-huitième avec 10 points.

#### Saison 2013

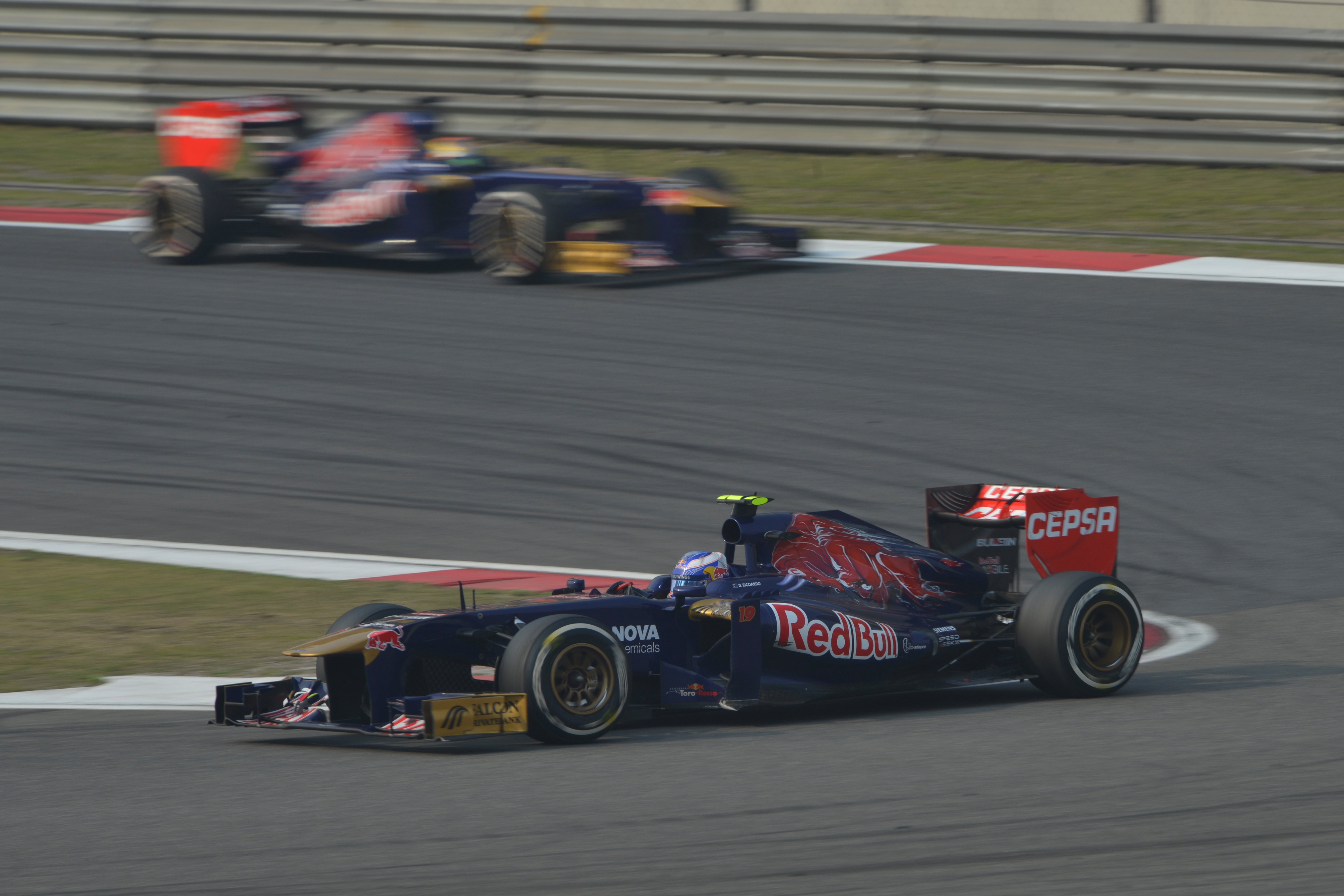
Daniel Ricciardo devant Jean-Éric Vergne au Grand Prix de Chine 2013.

En 2013, Vergne et Ricciardo sont reconduits. En Australie, Vergne, treizième au départ, termine au douzième rang alors que Ricciardo, parti quatorzième, abandonne sur un problème d'échappement, tout comme en Malaisie, où le Français termine dixième après s'être élancé depuis la dix-septième place. À Shanghai, l'Australien convertit sa septième place sur la grille en points tandis que son coéquipier prend la douzième place. Au Grand Prix de Bahreïn, Le Français abandonne alors que Ricciardo, parti treizième, termine seizième.
En Espagne, l'Australien marque le point de la dixième place alors que Vergne termine huitième à Monaco. Le Français se qualifie septième à Montréal et termine sixième pendant que Ricciardo ne franchit l'arrivée qu'à la quinzième place après s'être qualifié en onzième position. Ricciardo est toutefois huitième en Grande-Bretagne après avoir obtenu la cinquième place sur la grille, alors que Vergne, parti douzième, abandonne à nouveau. Le Français est également victime d'un problème hydraulique en Allemagne alors que son coéquipier termine douzième à la suite d'une sixième place en qualifications. Aucune Toro Rosso ne marque de points en Hongrie.
Au Grand Prix de Belgique, Daniel Ricciardo marque le point de la dixième place après être parti dix-neuvième, tandis que Vergne, dix-huitième sur la grille, finit douzième. La semaine suivant l'épreuve belge, Red Bull Racing annonce la titularisation de l'Australien en remplacement de son compatriote Mark Webber à compter de la saison 2014. En Italie, Ricciardo termine septième après s'être qualifié en cette même position sur la grille alors que son coéquipier, parti dixième, abandonne à la suite d'une défaillance de transmission. Les manches singapouriennes et coréennes sont sources de problèmes de fiabilité pour l'écurie italienne, qui ne marque également aucun point au Japon, avec les douzième et treizième places de Vergne et Ricciardo. En Inde, Ricciardo termine dixième alors que Vergne termine treizième. À Abou Dabi et aux États-Unis, Toro Rosso dispute des courses anonymes, jusqu'au Brésil où l'Australien termine à nouveau dixième.
L'écurie italienne termine huitième du championnat des constructeurs avec 33 points alors que Ricciardo est quatorzième du championnat avec 20 points. Vergne se classe quinzième avec 13 unités.

#### Saison 2014

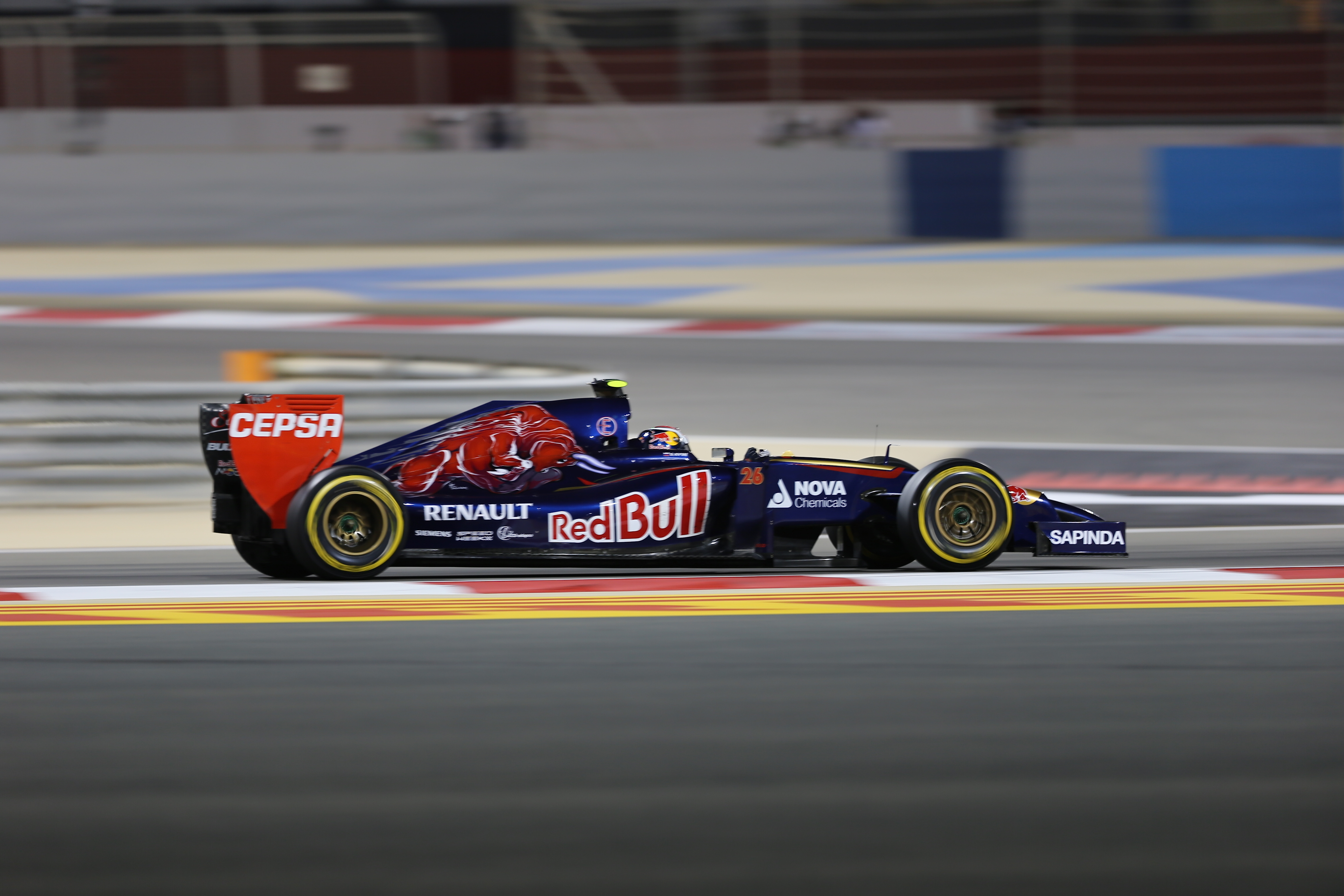
Daniil Kvyat au volant de la STR9 au Grand Prix de Bahreïn 2014

Daniel Ricciardo, parti chez Red Bull Racing, est remplacé par le novice Daniil Kvyat, juste titré en GP3 Series ; il épaule Jean-Éric Vergne qui se lance dans sa troisième saison au sein de l'écurie italienne. Le plus gros changement de l'écurie est l'arrivée du moteur Renault à la place du bloc Ferrari.
Dès le premier Grand Prix, en Australie, les deux pilotes atteignent la dernière phase des qualifications et terminent la course dans les points, huitième et neuvième. En Malaisie, Kvyat marque à nouveau en terminant dixième puis récidive en Chine. L'arrivée en Europe marque le début des ennuis, avec de nombreux problèmes techniques et de soucis de fiabilité du moteur Renault. Vergne marque quatre points au Canada puis termine dixième du Grand Prix de Grande-Bretagne où Kvyat marque deux points ; il récidive en Belgique.
En Hongrie, sur une piste changeante avec un départ sous la pluie puis une piste qui sèche progressivement, Vergne termine neuvième. Vergne, qui vient d'apprendre qu'il sera remplacé par Max Verstappen, gagne en agressivité et termine sixième à Singapour. Il marque deux points au Grand Prix du Japon et un dernier aux États-Unis.
Kvyat ne marque aucun point lors de la tournée d'outre-mer finale. À la fin de la saison, il est promu chez Red Bull Racing où il remplace Sebastian Vettel qui rejoint Ferrari. La Scuderia Toro Rosso termine septième du championnat avec 30 points, 22 marqués par Vergne qui termine treizième et 8 par Kvyat qui termine quinzième.
Le 28 novembre 2014, l'écurie italienne confirme Carlos Sainz Jr. au poste de pilote-titulaire pour faire équipe avec Max Verstappen pour la saison 2015.

#### Saison 2015

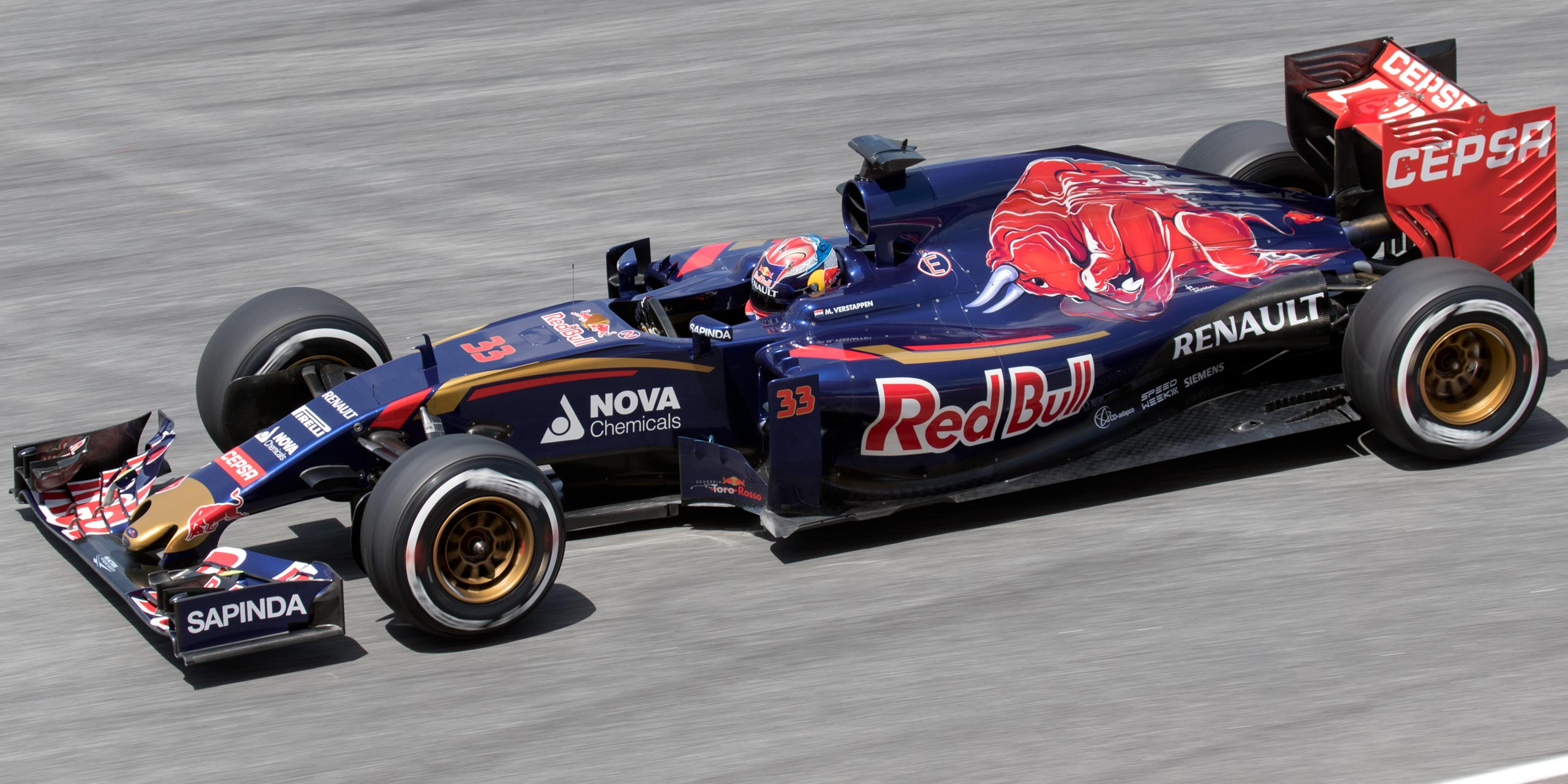
Max Verstappen au volant de la STR10 lors de la deuxième séance d'essais libres du Grand Prix de Malaisie 2015.

Au Grand Prix d'Australie, Carlos Sainz Jr. se qualifie huitième tandis que son coéquipier Max Verstappen se qualifie en douzième position. Pour sa première course, Sainz termine en neuvième et marque deux points. Quant à Verstappen, il abandonne sur casse moteur. Les voitures italiennes terminent ensuite septième (Verstappen) et huitième (Sainz Jr.), devant les Red Bull de Daniel Ricciardo et Daniil Kvyat en Malaisie.
Au cours de la saison 2015, Toro Rosso connaît un succès inattendu grâce à Verstappen qui termine souvent dans les points dont deux fois à la quatrième place (en Hongrie et aux États-Unis). Cela permet à l'écurie italienne de terminer septième au classement constructeurs avec 67 points, 49 points marqués par Verstappen qui termine douzième et 18 points par Sainz Jr. qui termine quinzième.

#### Saison 2016

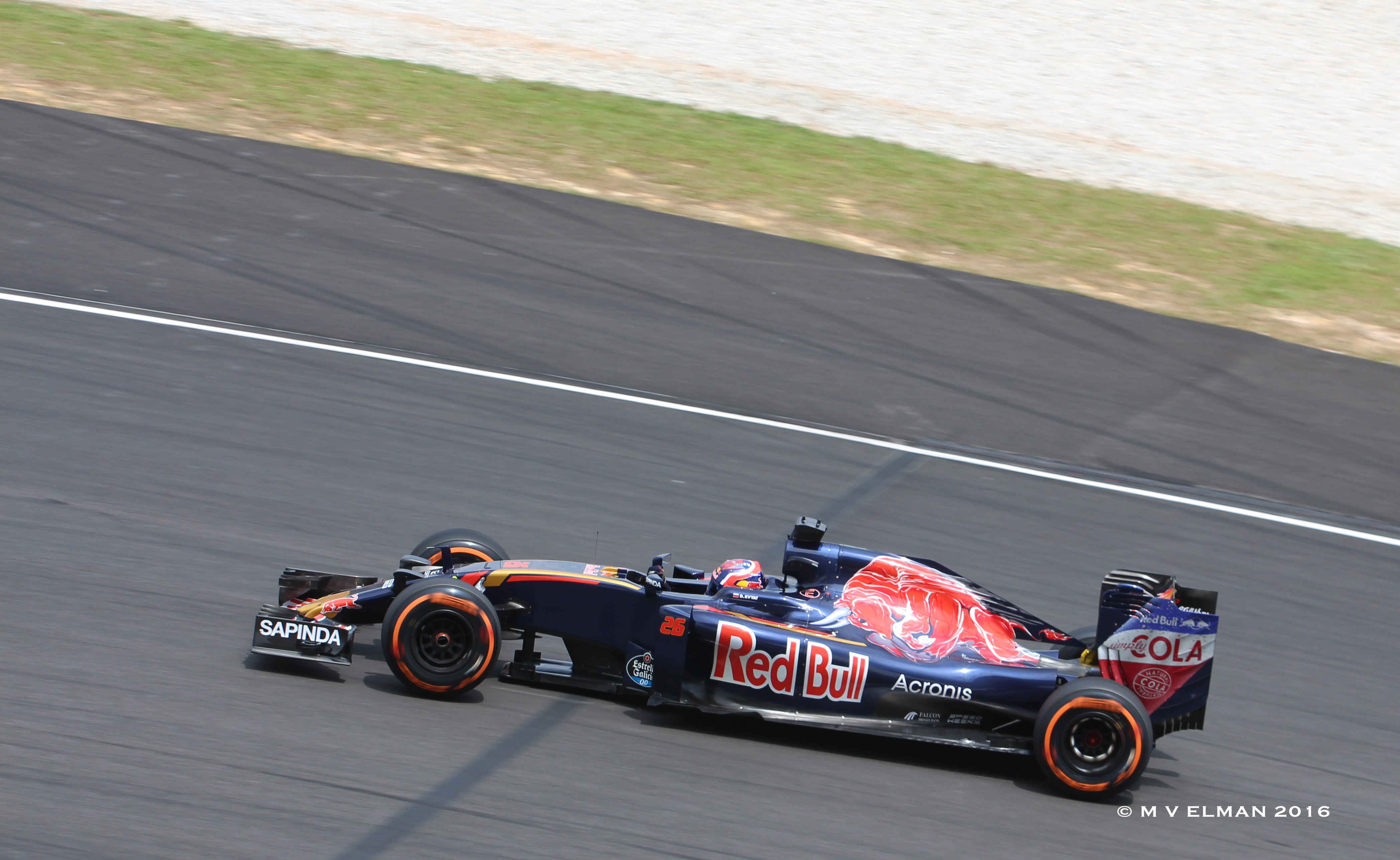
Daniil Kvyat avec sa STR11 lors du Grand Prix de Malaisie 2016

À la fin de la saison 2015, l'écurie annonce qu'elle se sépare du moteur Renault pour être équipée du moteur Ferrari dans sa version 2015 ; Toro Rosso était équipée du moteur Ferrari de 2007 à 2013 pendant l'ère des moteurs V8 atmosphériques,).
Au Grand Prix d'Australie, Carlos Sainz Jr. et Max Verstappen terminent neuvième et dixième. Le Néerlandais marque à Bahreïn où il se classe sixième et en Chine où il termine huitième, devant Sainz.
Le 5 mai 2016, Max Verstappen est transféré chez Red Bull Racing où il remplace Daniil Kvyat, le Russe revenant chez Toro Rosso après son implication dans plusieurs accidents au départ de son Grand Prix national. Au Grand Prix d'Espagne, Sainz se classe sixième tandis que Kvyat termine dixième et réalise le record du tour en course ; Max Verstappen s'impose dès ses débuts chez Red Bull. Sainz marque à Monaco, au Canada, en Autriche, en Grande-Bretagne et en Hongrie, terminant à quatre reprises à la huitième place. Après trois courses hors des points, la neuvième place de Kvyat arrive au Grand Prix de Singapour, après une septième place en qualification.
Aucun pilote ne marque de points lors des deux épreuves suivantes mais au Grand Prix des États-Unis, Sainz obtient la sixième place, qu'il réitère au Grand Prix du Brésil. À Abou Dabi, les deux pilotes abandonnent.
L'année se conclut sur une septième place au championnat des constructeurs, avec 63 points.

#### Saison 2017

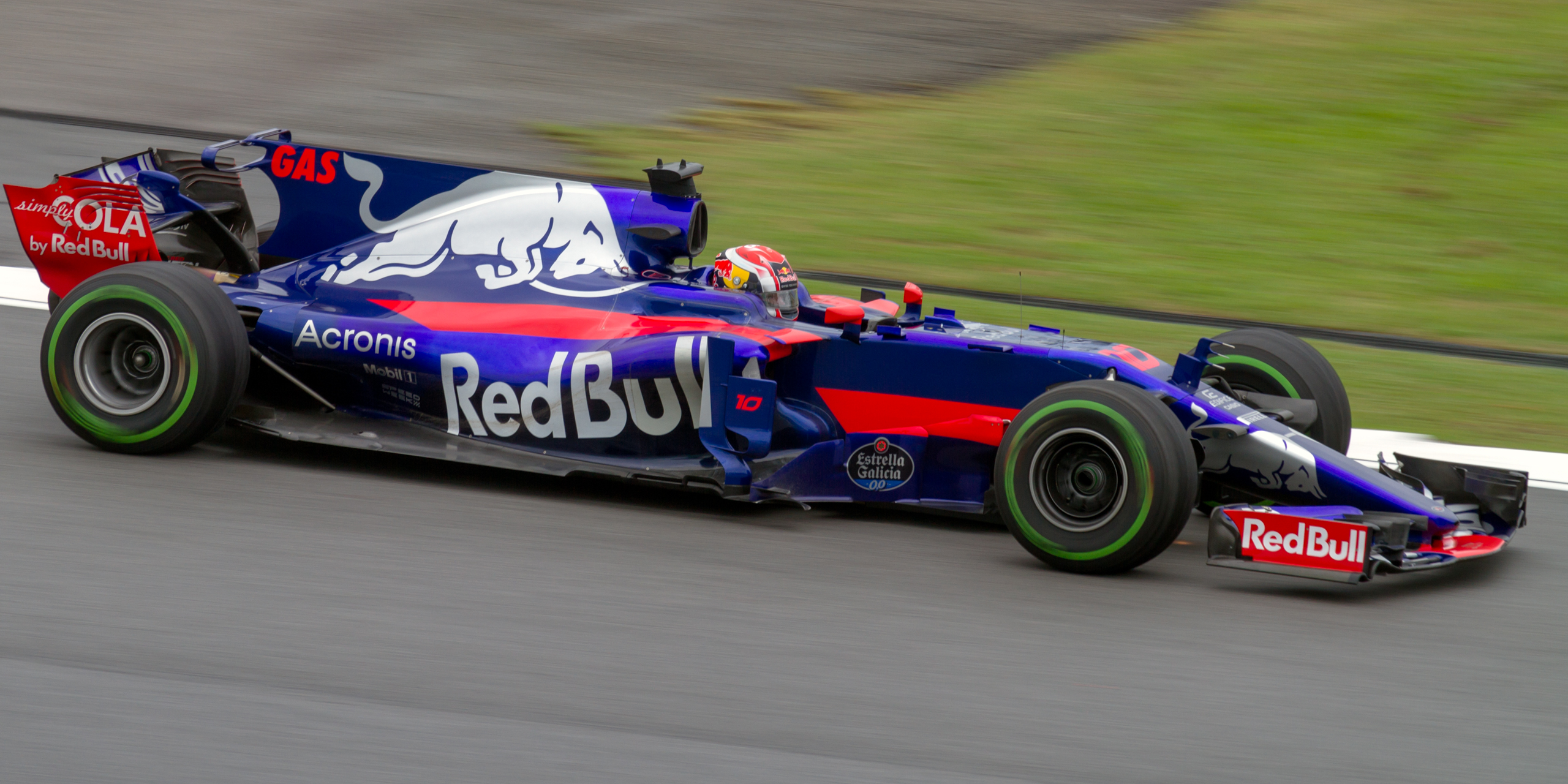
Pierre Gasly lors des essais libres du Grand Prix automobile de Malaisie 2017 avec la Toro Rosso STR12

Si la première moitié de saison est plutôt correcte avec dix entrées dans les points lors des douze premières épreuves, la seconde est plus délicate pour l'écurie, en proie à des problèmes de fiabilité du moteur Renault et au manque de développement du châssis. Carlos Sainz Jr., auteur notamment d'une quatrième place à Singapour, quitte Toro Rosso pour Renault F1 Team à quatre courses du terme.
À Singapour, l'écurie annonce son association avec Honda comme partenaire moteur pour trois ans.
Daniil Kvyat est limogé après le Grand Prix automobile des États-Unis 2017 ; Pierre Gasly et Brendon Hartley constituent un duo totalement renouvelé pour la fin de saison avant d'être confirmés par l'écurie italienne .
Longtemps cinquième puis sixième, l'écurie termine finalement septième du championnat des constructeurs, battue par Renault lors du dernier Grand Prix, à Abou Dabi.

#### Saison 2018

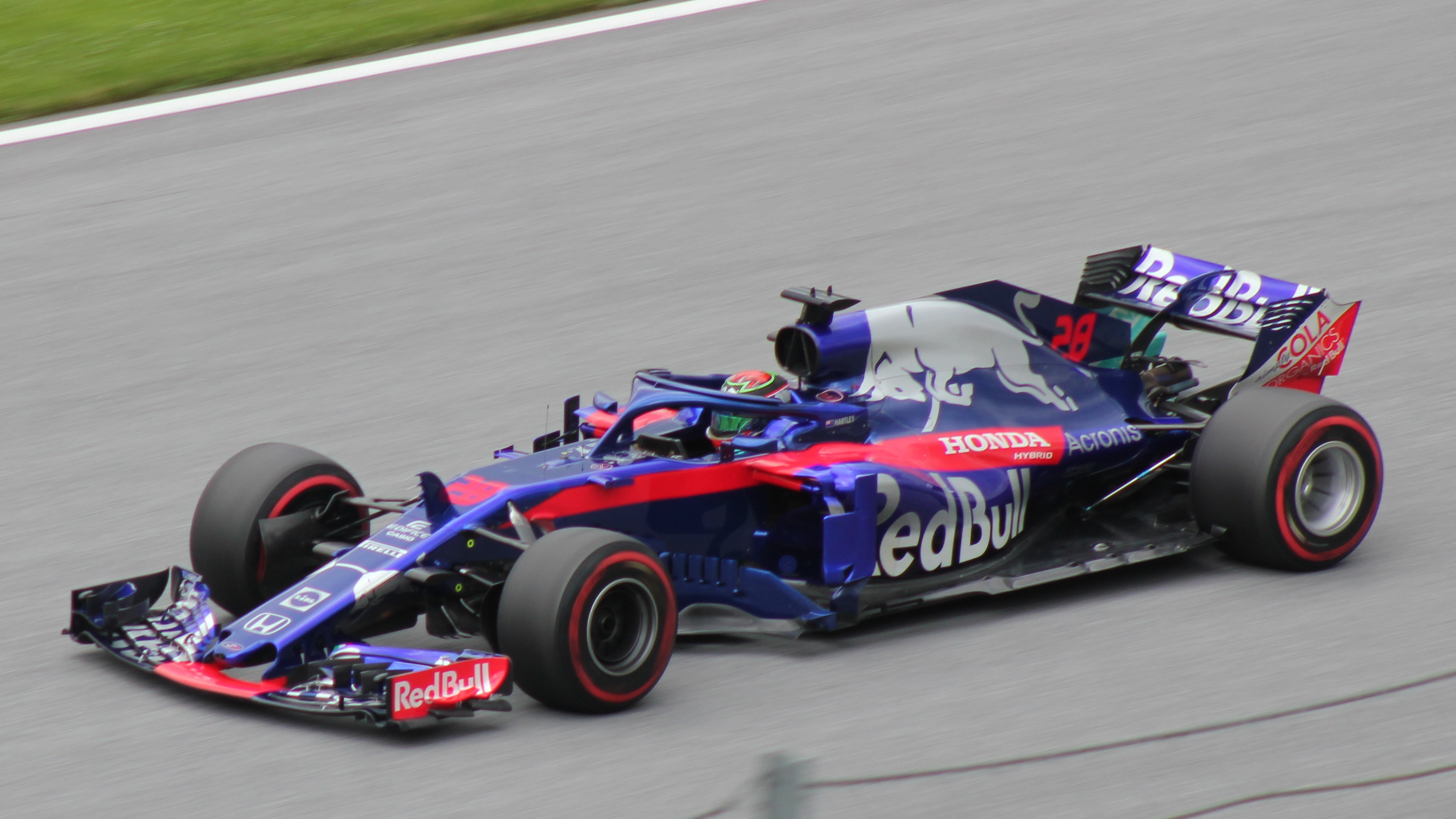
Brendon Hartley à bord de la STR13 lors du Grand Prix automobile d'Autriche 2018

L'écurie italienne débute en Australie avec son nouveau partenaire moteur Honda, avec frustration puisque Pierre Gasly abandonne sur problème de MGU-H tandis que Brendon Hartley termine quinzième. Le reste de la première partie de saison est contrasté puisque Gasly obtient son meilleur résultat à Bahreïn en marquant ses premiers points en Formule 1 et en terminant quatrième, le meilleur résultat de Honda depuis son retour en tant que motoriste en 2015. Le Français marque à nouveau à Grand Prix de Monaco et en Hongrie où il termine sixième malgré deux autres abandons en Espagne, percuté par son compatriote Romain Grosjean parti en tête-à-queue et en France, après un accrochage avec Esteban Ocon.
Hartley, souvent dominé par son coéquipier est victime d'un accident impressionnant à Barcelone où il fracasse sa monoplace contre le muret ; ne pouvant pas prendre part aux qualifications, il est repêché par les commissaires pour disputer la course et termine douzième. Il abandonne cinq fois, en Chine sur problème de boîte de vitesse ; à Monaco, harponné par Charles Leclerc, en panne de freins ; au Canada, sur un accrochage avec Lance Stroll ; en Autriche, sur problème mécanique et en Grande-Bretagne, à cause de son unité de puissance. En Hongrie, il atteint passe pour la première fois la Q3 et se qualifie huitième ; il termine onzième, près des points.
Le 29 septembre 2018, Toro Rosso annonce le retour de Daniil Kvyat en tant que titulaire pour la saison 2019.
En deuxième partie de saison, Gasly se classe neuvième en Belgique mais les courses suivantes sont plus difficiles pour le Français qui abandonne en Russie, sur problème de freins. Au Japon, sur les terres de Honda, il se qualifie septième mais termine onzième à cause d'une mauvaise stratégie de l'équipe. Hartley abandonne en Italie, pris en sandwich entre Stoffel Vandoorne et Marcus Ericsson et en Russie, sur problème de freins, comme son coéquipier. Au Japon, pour la course à domicile de Honda, il obtient la meilleure qualification de sa carrière en partant sixième et termine treizième. Il marque à nouveau aux États-Unis en terminant neuvième, le meilleur résultat de sa carrière, en profitant des disqualifications de Kevin Magnussen et d'Esteban Ocon. Au Mexique, Gasly marque le dernier point pour l'équipe italienne, avec une dixième place. Les deux dernières courses se terminent hors des points avec notamment un abandon du pilote français à Abou Dabi. L'équipe termine la saison à la neuvième place au championnat constructeurs avec 33 points.
Le 26 novembre 2018, l'équipe annonce Alexander Albon comme pilote titulaire pour la saison 2019, aux côtés de Daniil Kvyat. Le pilote thaïlandais remplace le pilote néo-zélandais Brendon Hartley, lequel aura fait une saison et demie avec l'écurie italienne.

#### Saison 2019

Le dernier logo de la Scuderia Toro Rosso avant le changement de dénomination.

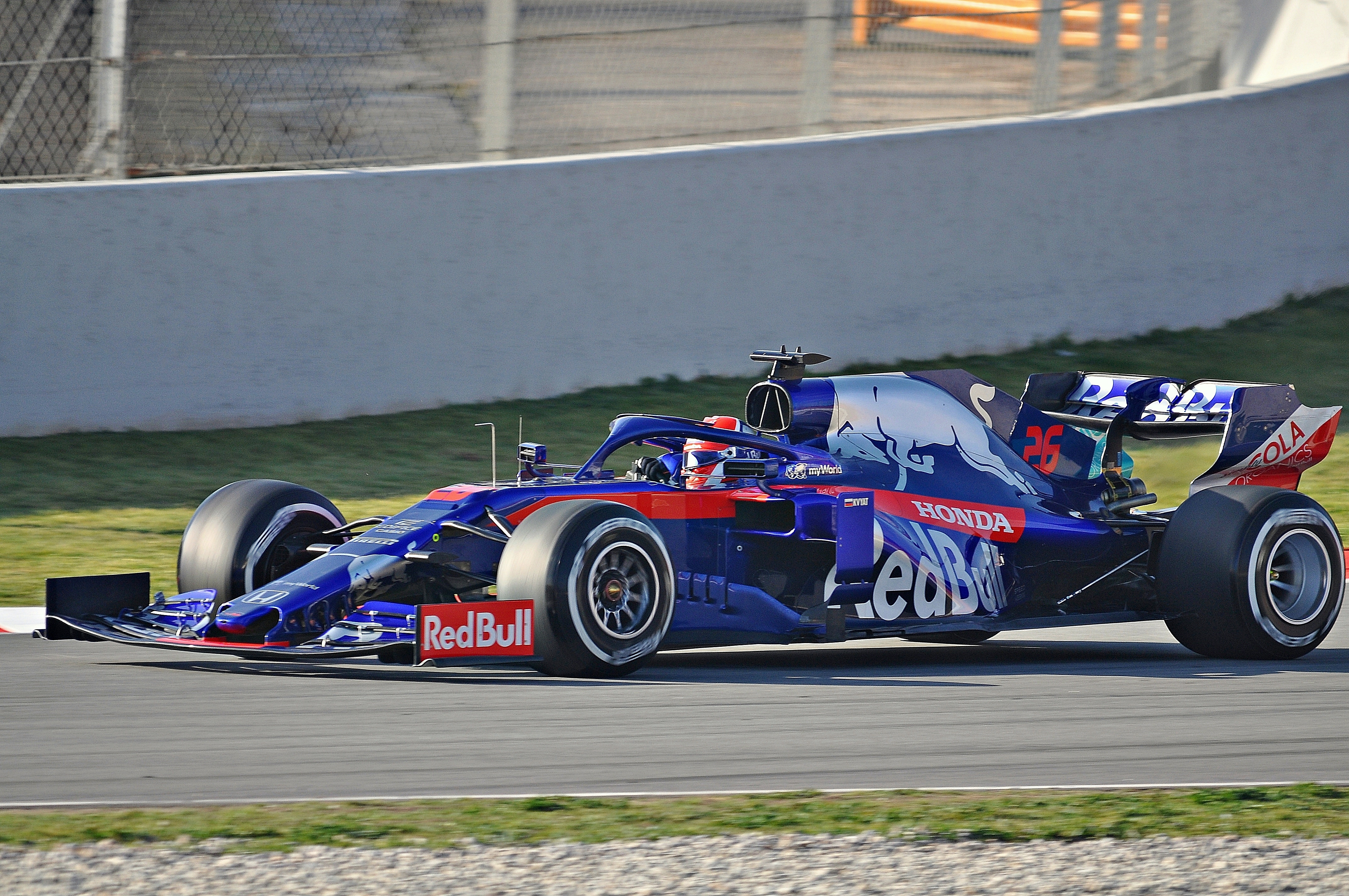
Daniil Kvyat en essais hivernaux sur la STR14.

Pour son retour, Kvyat inscrit le point de la dixième place dès le Grand Prix d'Australie. Son coéquipier Albon marque ses premiers points à Bahreïn puis inscrit un autre point en Chine.
Kvyat termine neuvième en Espagne puis septième à Monaco, son meilleur résultat pour le compte de l'écurie, devant Albon, et dixième au Canada. Il inscrit les deux points de la neuvième place à Silverstone avant de réaliser un podium lors d'un Grand Prix d'Allemagne pluvieux ; C'est le premier podium de l'écurie en près de onze années. La sixième place d'Albon permet à Toro Rosso de remonter à la cinquième place du championnat des constructeurs.
Durant la trêve estivale, Pierre Gasly est remplacé au volant de la RB15 par Alexander Albon, en provenance de la Scuderia Toro Rosso, à partir du Grand Prix de Belgique ; il finit la saison aux côtés de Daniil Kvyat chez Toro Rosso.
Gasly obtient le premier podium de sa carrière et le meilleur résultat de Toro Rosso depuis la victoire de Sebastian Vettel au Grand Prix d'Italie 2008 en terminant deuxième du Grand Prix du Brésil. Pour la dernière course de la saison, à Abou Dabi, Gasly et Kvyat bénéficient de la pénalité moteur de Bottas pour s'élancer onzième et treizième ; Gasly s'accroche avec Lance Stroll au premier tour : un aileron avant cassé ruine sa course qu'il termine dix-huitième quand Kvyat termine neuvième. Toro Rosso se classe sixième du championnat des constructeurs avec 85 points, le meilleur résultat depuis sa création. Gasly termine septième, Kvyat treizième et Albon huitième du championnat des pilotes.

### Scuderia AlphaTauri

#### Saison 2020

Logo de la Scuderia AlphaTauri utilisé durant quatre saisons.

En septembre 2019, Scuderia Toro Rosso introduit une demande de changement de nom pour devenir Scuderia AlphaTauri, du nom d'une marque de prêt-à-porter appartenant au groupe Red Bull. Le 1er décembre 2019, l'écurie annonce officiellement son changement de nom pour la saison 2020, après avoir obtenu l'accord unanime des autres écuries. L'écurie conserve son duo de pilotes, Pierre Gasly et Daniil Kvyat.
En remportant le Grand Prix d'Italie, Pierre Gasly devient le 109e vainqueur de Grand Prix et le premier Français depuis Olivier Panis au Grand Prix de Monaco 1996.

#### Saison 2021
Pour la saison 2021, AlphaTauri conserve Pierre Gasly et accueille Yuki Tsunoda en remplacement de Daniil Kvyat.
Gasly remporte le premier podium de l'année en finissant 3ème au Grand Prix automobile d'Azerbaïdjan 2021. Le meilleur résultat de Tsunoda est sa quatrième place à Abou Dabi.

#### Saison 2022

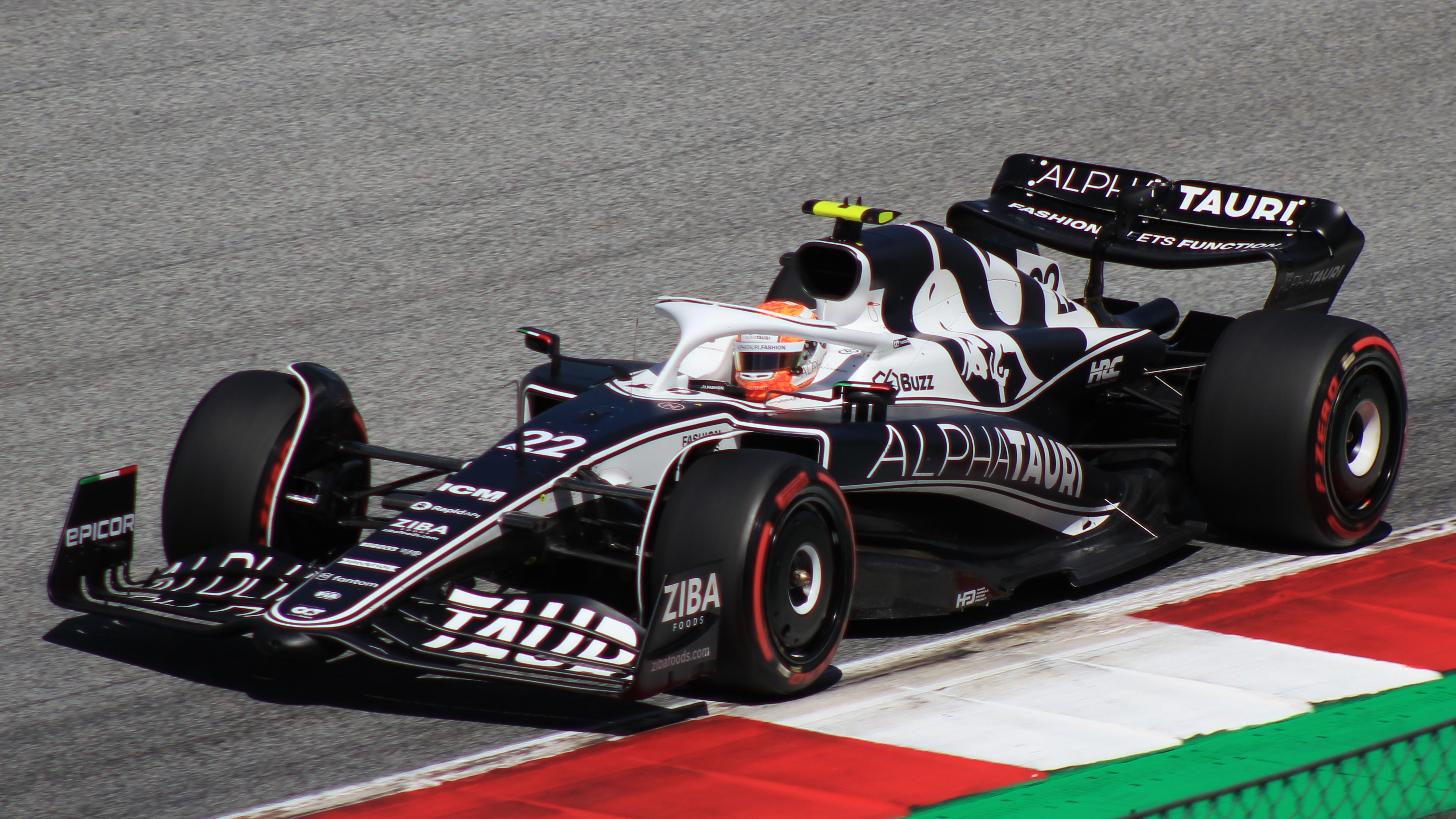
Yuki Tsunoda sur sa AlphaTauri AT03 de 2022.

Le même duo de pilote a été conservé pour la saison 2022. L'AlphaTauri AT03 utilise désormais les moteurs Honda dont les plans ont été rachetés par Red Bull et AlphaTauri afin de ne pas avoir à créer de nouveau moteur à la fin du contrat avec le motoriste japonais.

#### Saison 2023
Pour la saison 2023, l'équipe continue avec Yuki Tsunoda et accueille Nyck de Vries en remplacement du Français Pierre Gasly parti chez Alpine F1 Team.
À l'issue du Grand Prix de Grande-Bretagne, AlphaTauri licencie Nyck de Vries et le remplace par Daniel Ricciardo, alors pilote de réserve Red Bull Racing, à partir du Grand Prix de Hongrie. Au cours de la deuxième séance d'essais libres du Grand-Prix des Pays-Bas, Ricciardo est victime d'une fracture au poignet, l'obligeant à renoncer pour le reste du week-end. Il est remplacé par Liam Lawson, pilote de réserve de l'écurie, qui fait ses débuts en Formule 1,.

### Racing Bulls

#### Saison 2024
L'écurie change de nom et devient Racing Bulls. Elle s'engage sous le nom commercial Visa Cash App RB Formula One Team.
À l'issue du Grand Prix de Singapour, Daniel Ricciardo est remplacé par Liam Lawson, alors pilote de réserve Red Bull Racing et de l'écurie.

## Résultats en championnat du monde de Formule 1
| Saison | Écurie                            | Châssis    | Moteur                                | Pneus       | Pilotes                                                    | Grands Prix disputés | Victoires | Points inscrits | Classement |
| ------ | --------------------------------- | ---------- | ------------------------------------- | ----------- | ---------------------------------------------------------- | -------------------- | --------- | --------------- | ---------- |
| 2006   | Scuderia Toro Rosso               | STR1       | Cosworth V10                          | Michelin    | Vitantonio Liuzzi Scott Speed                              | 18                   | 0         | 1               | 9e         |
| 2007   | Scuderia Toro Rosso               | STR2       | Ferrari V8                            | Bridgestone | Vitantonio Liuzzi Scott Speed Sebastian Vettel             | 17                   | 0         | 8               | 7e         |
| 2008   | Scuderia Toro Rosso               | STR2B STR3 | Ferrari V8                            | Bridgestone | Sebastian Vettel Sébastien Bourdais                        | 18                   | 1         | 39              | 6e         |
| 2009   | Scuderia Toro Rosso               | STR4       | Ferrari V8                            | Bridgestone | Sébastien Bourdais Sébastien Buemi Jaime Alguersuari       | 17                   | 0         | 8               | 10e        |
| 2010   | Scuderia Toro Rosso               | STR5       | Ferrari V8                            | Bridgestone | Sébastien Buemi Jaime Alguersuari                          | 19                   | 0         | 13              | 9e         |
| 2011   | Scuderia Toro Rosso               | STR6       | Ferrari V8                            | Pirelli     | Sébastien Buemi Jaime Alguersuari                          | 19                   | 0         | 41              | 8e         |
| 2012   | Scuderia Toro Rosso               | STR7       | Ferrari V8                            | Pirelli     | Daniel Ricciardo Jean-Éric Vergne                          | 20                   | 0         | 26              | 9e         |
| 2013   | Scuderia Toro Rosso               | STR8       | Ferrari V8                            | Pirelli     | Jean-Éric Vergne Daniel Ricciardo                          | 19                   | 0         | 33              | 8e         |
| 2014   | Scuderia Toro Rosso               | STR9       | Renault V6 turbo hybride              | Pirelli     | Jean-Éric Vergne Daniil Kvyat                              | 19                   | 0         | 30              | 7e         |
| 2015   | Scuderia Toro Rosso               | STR10      | Renault V6 turbo hybride              | Pirelli     | Max Verstappen Carlos Sainz Jr.                            | 19                   | 0         | 67              | 7e         |
| 2016   | Scuderia Toro Rosso               | STR11      | Ferrari V6 turbo hybride              | Pirelli     | Max Verstappen Carlos Sainz Jr. Daniil Kvyat               | 21                   | 0         | 63              | 7e         |
| 2017   | Scuderia Toro Rosso               | STR12      | Renault V6 turbo hybride,             | Pirelli     | Carlos Sainz Jr. Daniil Kvyat Pierre Gasly Brendon Hartley | 20                   | 0         | 53              | 7e         |
| 2018   | Red Bull Toro Rosso Honda         | STR13      | Honda V6 turbo hybride                | Pirelli     | Pierre Gasly Brendon Hartley                               | 21                   | 0         | 33              | 9e         |
| 2019   | Red Bull Toro Rosso Honda         | STR14      | Honda V6 turbo hybride                | Pirelli     | Daniil Kvyat Alexander Albon Pierre Gasly                  | 21                   | 0         | 85              | 6e         |
| 2020   | Scuderia AlphaTauri Honda         | AT01       | Honda V6 turbo hybride                | Pirelli     | Daniil Kvyat Pierre Gasly                                  | 17                   | 1         | 107             | 7e         |
| 2021   | Scuderia AlphaTauri Honda         | AT02       | Honda V6 turbo hybride                | Pirelli     | Pierre Gasly Yuki Tsunoda                                  | 22                   | 0         | 142             | 6e         |
| 2022   | Scuderia AlphaTauri Red Bull      | AT03       | Red Bull Powertrains V6 turbo hybride | Pirelli     | Pierre Gasly Yuki Tsunoda                                  | 22                   | 0         | 35              | 9e         |
| 2023   | Scuderia AlphaTauri Red Bull      | AT04       | Red Bull Powertrains V6 turbo hybride | Pirelli     | Yuki Tsunoda Daniel Ricciardo Nyck de Vries Liam Lawson    | 22                   | 0         | 25              | 8e         |
| 2024   | Visa Cash App RB Formula One Team | VCARB 01   | Red Bull Powertrains V6 turbo hybride | Pirelli     | Yuki Tsunoda Daniel Ricciardo Liam Lawson                  | 24                   | 0         | 46              | 8e         |
| 2025   | RB Formula One Team               | VCARB 02   | Red Bull Powertrains V6 turbo hybride | Pirelli     | Yuki Tsunoda Isack Hadjar Liam Lawson                      | 14                   | 0         | 45              | 8e         |

| Saison | Écurie                            | Châssis                          | Moteur                                     | Pneumatiques | Pilotes            | Courses | Courses | Courses | Courses | Courses | Courses | Courses | Courses | Courses | Courses | Courses | Courses | Courses | Courses | Courses | Courses | Courses | Courses | Courses | Courses | Courses | Courses | Courses | Courses | Points inscrits | Classement |  |
| Saison | Écurie                            | Châssis                          | Moteur                                     | Pneumatiques | Pilotes            | 1       | 2       | 3       | 4       | 5       | 6       | 7       | 8       | 9       | 10      | 11      | 12      | 13      | 14      | 15      | 16      | 17      | 18      | 19      | 20      | 21      | 22      | 23      | 24      | Points inscrits | Classement |  |
| --- | --------------------------------- | -------------------------------- | ------------------------------------------ | ------------ | ------------------ | ------- | ------- | ------- | ------- | ------- | ------- | ------- | ------- | ------- | ------- | ------- | ------- | ------- | ------- | ------- | ------- | ------- | ------- | ------- | ------- | ------- | ------- | ------- | ------- | --------------- | ---------- |  |
| 2006 | Scuderia Toro Rosso               | Toro Rosso STR1                  | Cosworth V10 TJ2005                        | M            |                    | BAH     | MAL     | AUS     | SMR     | EUR     | ESP     | MON     | GBR     | CAN     | USA     | FRA     | ALL     | HON     | TUR     | ITA     | CHI     | JAP     | BRÉ     |         |         |         |         |         |         | 1               | 9e         |  |
| 2006 | Scuderia Toro Rosso               | Toro Rosso STR1                  | Cosworth V10 TJ2005                        | M            | Vitantonio Liuzzi  | 11e     | 11e     | Abd.    | 14e     | Abd.    | 15e*    | 10e     | 13e     | 13e     | 8e      | 13e     | 10e     | Abd.    | Abd.    | 14e     | 10e     | 14e     | 13e     |         |         |         |         |         |         | 1               | 9e         |  |
| 2006 | Scuderia Toro Rosso               | Toro Rosso STR1                  | Cosworth V10 TJ2005                        | M            | Scott Speed        | 13e     | Abd.    | 9e      | 15e     | 11e     | Abd.    | 13e     | Abd.    | 10e     | Abd.    | 10e     | 12e     | 11e     | 13e     | 13e     | 14e     | 18e*    | 11e     |         |         |         |         |         |         | 1               | 9e         |  |
| 2007 | Scuderia Toro Rosso               | Toro Rosso STR2                  | Ferrari V8 056                             | B            |                    | AUS     | MAL     | BAH     | ESP     | MON     | CAN     | USA     | FRA     | GBR     | EUR     | HON     | TUR     | ITA     | BEL     | JAP     | CHI     | BRÉ     |         |         |         |         |         |         |         | 8               | 7e         |  |
| 2007 | Scuderia Toro Rosso               | Toro Rosso STR2                  | Ferrari V8 056                             | B            | Vitantonio Liuzzi  | 14e     | 17e     | Abd.    | Abd.    | Abd.    | Abd.    | 17e     | Abd.    | 16e     | Abd.    | Abd.    | 15e     | 17e     | 12e     | 9e      | 6e      | 13e     |         |         |         |         |         |         |         | 8               | 7e         |  |
| 2007 | Scuderia Toro Rosso               | Toro Rosso STR2                  | Ferrari V8 056                             | B            | Scott Speed        | Abd.    | 14e     | Abd.    | Abd.    | 9e      | Abd.    | 13e     | Abd.    | Abd.    | Abd.    |         |         |         |         |         |         |         |         |         |         |         |         |         |         | 8               | 7e         |  |
| 2007 | Scuderia Toro Rosso               | Toro Rosso STR2                  | Ferrari V8 056                             | B            | Sebastian Vettel   |         |         |         |         |         |         |         |         |         |         | 16e     | 19e     | 18e     | Abd.    | Abd.    | 4e      | Abd.    |         |         |         |         |         |         |         | 8               | 7e         |  |
| 2008 | Scuderia Toro Rosso               | Toro Rosso STR2B Toro Rosso STR3 | Ferrari V8 056                             | B            |                    | AUS     | MAL     | BAH     | ESP     | TUR     | MON     | CAN     | FRA     | GBR     | ALL     | HON     | EUR     | BEL     | ITA     | SIN     | JAP     | CHI     | BRÉ     |         |         |         |         |         |         | 39              | 6e         |  |
| 2008 | Scuderia Toro Rosso               | Toro Rosso STR2B Toro Rosso STR3 | Ferrari V8 056                             | B            | Sébastien Bourdais | 7e      | Abd.    | 15e     | Abd.    | Abd.    | Abd.    | 13e     | 17e     | 11e     | 12e     | 18e     | 10e     | 7e      | 18e     | 12e     | 10e     | 13e     | 14e     |         |         |         |         |         |         | 39              | 6e         |  |
| 2008 | Scuderia Toro Rosso               | Toro Rosso STR2B Toro Rosso STR3 | Ferrari V8 056                             | B            | Sebastian Vettel   | Abd.    | Abd.    | Abd.    | Abd.    | 17e     | 5e      | 8e      | 12e     | Abd.    | 8e      | Abd.    | 6e      | 5e      | 1er     | 5e      | 6e      | 9e      | 4e      |         |         |         |         |         |         | 39              | 6e         |  |
| 2009 | Scuderia Toro Rosso               | Toro Rosso STR4                  | Ferrari V8 056                             | B            |                    | AUS     | MAL**   | CHI     | BAH     | ESP     | MON     | TUR     | GBR     | ALL     | HON     | EUR     | BEL     | ITA     | SIN     | JAP     | BRÉ     | ABU     |         |         |         |         |         |         |         | 8               | 10e        |  |
| 2009 | Scuderia Toro Rosso               | Toro Rosso STR4                  | Ferrari V8 056                             | B            | Sébastien Bourdais | 8e      | 10e     | 11e     | 13e     | Abd.    | 8e      | 18e     | Abd.    | Abd.    |         |         |         |         |         |         |         |         |         |         |         |         |         |         |         | 8               | 10e        |  |
| 2009 | Scuderia Toro Rosso               | Toro Rosso STR4                  | Ferrari V8 056                             | B            | Jaime Alguersuari  |         |         |         |         |         |         |         |         |         | 15e     | 16e     | Abd.    | Abd.    | Abd.    | Abd.    | 14e     | Abd.    |         |         |         |         |         |         |         | 8               | 10e        |  |
| 2009 | Scuderia Toro Rosso               | Toro Rosso STR4                  | Ferrari V8 056                             | B            | Sébastien Buemi    | 7e      | 16e     | 8e      | 17e     | Abd.    | Abd.    | 15e     | 18e     | 16e     | 16e     | Abd.    | 12e     | 13e     | Abd.    | Abd.    | 7e      | 8e      |         |         |         |         |         |         |         | 8               | 10e        |  |
| 2010 | Scuderia Toro Rosso               | Toro Rosso STR5                  | Ferrari V8 056                             | B            |                    | BAH     | AUS     | MAL     | CHI     | ESP     | MON     | TUR     | CAN     | EUR     | GBR     | ALL     | HON     | BEL     | ITA     | SIN     | JAP     | COR     | BRÉ     | ABU     |         |         |         |         |         | 13              | 9e         |  |
| 2010 | Scuderia Toro Rosso               | Toro Rosso STR5                  | Ferrari V8 056                             | B            | Sébastien Buemi    | 16e*    | Abd.    | 11e     | Abd.    | Abd.    | 10e     | 16e     | 8e      | 9e      | 12e     | Abd.    | 12e     | 12e     | 11e     | 14e     | 10e     | Abd.    | 13e     | 15e     |         |         |         |         |         | 13              | 9e         |  |
| 2010 | Scuderia Toro Rosso               | Toro Rosso STR5                  | Ferrari V8 056                             | B            | Jaime Alguersuari  | 13e     | 11e     | 9e      | 13e     | 10e     | 11e     | 12e     | 12e     | 13e     | Abd.    | 15e     | Abd.    | 13e     | 15e     | 12e     | 11e     | 11e     | 11e     | 9e      |         |         |         |         |         | 13              | 9e         |  |
| 2011 | Scuderia Toro Rosso               | Toro Rosso STR6                  | Ferrari V8 056                             | P            |                    | AUS     | MAL     | CHI     | TUR     | ESP     | MON     | CAN     | EUR     | GBR     | ALL     | HON     | BEL     | ITA     | SIN     | JAP     | COR     | IND     | ABU     | BRÉ     |         |         |         |         |         | 41              | 8e         |  |
| 2011 | Scuderia Toro Rosso               | Toro Rosso STR6                  | Ferrari V8 056                             | P            | Sébastien Buemi    | 8e      | 13e     | 14e     | 9e      | 14e     | 10e     | 10e     | 13e     | Abd.    | 15e     | 8e      | Abd.    | 10e     | 12e     | Abd.    | 9e      | Abd.    | Abd.    | 12e     |         |         |         |         |         | 41              | 8e         |  |
| 2011 | Scuderia Toro Rosso               | Toro Rosso STR6                  | Ferrari V8 056                             | P            | Jaime Alguersuari  | 11e     | 14e     | Abd.    | 16e     | 16e     | Abd.    | 8e      | 8e      | 10e     | 12e     | 10e     | Abd.    | 7e      | Abd.    | 15e     | 7e      | 8e      | 15e     | 11e     |         |         |         |         |         | 41              | 8e         |  |
| 2012 | Scuderia Toro Rosso               | Toro Rosso STR7                  | Ferrari V8 056                             | P            |                    | AUS     | MAL     | CHI     | BAH     | ESP     | MON     | CAN     | EUR     | GBR     | ALL     | HON     | BEL     | ITA     | SIN     | JAP     | COR     | IND     | ABU     | USA     | BRÉ     |         |         |         |         | 26              | 9e         |  |
| 2012 | Scuderia Toro Rosso               | Toro Rosso STR7                  | Ferrari V8 056                             | P            | Daniel Ricciardo   | 9e      | 12e     | 17e     | 15e     | 13e     | Abd.    | 14e     | 11e     | 13e     | 13e     | 15e     | 9e      | 12e     | 9e      | 10e     | 9e      | 13e     | 10e     | 12e     | 13e     |         |         |         |         | 26              | 9e         |  |
| 2012 | Scuderia Toro Rosso               | Toro Rosso STR7                  | Ferrari V8 056                             | P            | Jean-Éric Vergne   | 11e     | 8e      | 16e     | 14e     | 12e     | 12e     | 15e     | Abd.    | 14e     | 14e     | 16e     | 8e      | Abd.    | Abd.    | 13e     | 8e      | 15e     | 12e     | Abd.    | 8e      |         |         |         |         | 26              | 9e         |  |
| 2013 | Scuderia Toro Rosso               | Toro Rosso STR8                  | Ferrari V8 056                             | P            |                    | AUS     | MAL     | CHI     | BAH     | ESP     | MON     | CAN     | GBR     | ALL     | HON     | BEL     | ITA     | SIN     | COR     | JAP     | IND     | ABU     | USA     | BRÉ     |         |         |         |         |         | 33              | 8e         |  |
| 2013 | Scuderia Toro Rosso               | Toro Rosso STR8                  | Ferrari V8 056                             | P            | Jean-Éric Vergne   | 12e     | 10e     | 12e     | Abd.    | Abd.    | 8e      | 6e      | Abd.    | Abd.    | 12e     | 12e     | Abd.    | 14e     | 18e*    | 12e     | 13e     | 17e     | 16e     | 15e     |         |         |         |         |         | 33              | 8e         |  |
| 2013 | Scuderia Toro Rosso               | Toro Rosso STR8                  | Ferrari V8 056                             | P            | Daniel Ricciardo   | Abd.    | 18e*    | 7e      | 16e     | 10e     | Abd.    | 15e     | 8e      | 12e     | 13e     | 10e     | 7e      | Abd.    | 19e*    | 13e     | 10e     | 16e     | 11e     | 10e     |         |         |         |         |         | 33              | 8e         |  |
| 2014 | Scuderia Toro Rosso               | Toro Rosso STR9                  | Renault V6 turbo hybride Energy F1-2014    | P            |                    | AUS     | MAL     | BAH     | CHN     | ESP     | MON     | CAN     | AUT     | GBR     | ALL     | HON     | BEL     | ITA     | SIN     | JPN     | RUS     | USA     | BRÉ     | ABU     |         |         |         |         |         | 30              | 7e         |  |
| 2014 | Scuderia Toro Rosso               | Toro Rosso STR9                  | Renault V6 turbo hybride Energy F1-2014    | P            | Jean-Éric Vergne   | 8e      | Abd.    | Abd.    | 12e     | Abd.    | Abd.    | 8e      | Abd.    | 10e     | 13e     | 9e      | 11e     | 13e     | 6e      | 9e      | 13e     | 10e     | 13e     | 12e     |         |         |         |         |         | 30              | 7e         |  |
| 2014 | Scuderia Toro Rosso               | Toro Rosso STR9                  | Renault V6 turbo hybride Energy F1-2014    | P            | Daniil Kvyat       | 9e      | 10e     | 11e     | 10e     | 14e     | Abd.    | Abd.    | Abd.    | 9e      | Abd.    | 14e     | 9e      | 11e     | 14e     | 11e     | 14e     | 15e     | 11e     | Abd.    |         |         |         |         |         | 30              | 7e         |  |
| 2015 | Scuderia Toro Rosso               | Toro Rosso STR10                 | Renault V6 turbo hybride Energy F1-2015    | P            |                    | AUS     | MAL     | CHI     | BAH     | ESP     | MON     | CAN     | AUT     | GBR     | HON     | BEL     | ITA     | SIN     | JAP     | RUS     | USA     | MEX     | BRÉ     | ABU     |         |         |         |         |         | 67              | 7e         |  |
| 2015 | Scuderia Toro Rosso               | Toro Rosso STR10                 | Renault V6 turbo hybride Energy F1-2015    | P            | Max Verstappen     | Abd.    | 7e      | 17e*    | Abd.    | 11e     | Abd.    | 15e     | 8e      | Abd.    | 4e      | 8e      | 12e     | 8e      | 9e      | 10e     | 4e      | 9e      | 9e      | 16e     |         |         |         |         |         | 67              | 7e         |  |
| 2015 | Scuderia Toro Rosso               | Toro Rosso STR10                 | Renault V6 turbo hybride Energy F1-2015    | P            | Carlos Sainz Jr.   | 9e      | 8e      | 13e     | Abd.    | 9e      | 10e     | 12e     | Abd.    | Abd.    | Abd.    | Abd.    | 11e     | 9e      | 10e     | Abd.    | 7e      | 13e     | Abd.    | 11e     |         |         |         |         |         | 67              | 7e         |  |
| 2016 | Scuderia Toro Rosso               | Toro Rosso STR11                 | Ferrari V6 turbo hybride Type 060          | P            |                    | AUS     | BAH     | CHI     | RUS     | ESP     | MON     | CAN     | EUR     | AUT     | GBR     | HON     | ALL     | BEL     | ITA     | SIN     | MAL     | JAP     | USA     | MEX     | BRÉ     | ABU     |         |         |         | 63              | 7e         |  |
| 2016 | Scuderia Toro Rosso               | Toro Rosso STR11                 | Ferrari V6 turbo hybride Type 060          | P            | Max Verstappen     | 10e     | 6e      | 8e      | Abd.    |         |         |         |         |         |         |         |         |         |         |         |         |         |         |         |         |         |         |         |         | 63              | 7e         |  |
| 2016 | Scuderia Toro Rosso               | Toro Rosso STR11                 | Ferrari V6 turbo hybride Type 060          | P            | Carlos Sainz Jr.   | 9e      | Abd.    | 9e      | 12e     | 6e      | 8e      | 9e      | Abd.    | 8e      | 8e      | 8e      | 14e     | Abd.    | 15e     | 14e     | 11e     | 17e     | 6e      | 16e     | 6e      | Abd.    |         |         |         | 63              | 7e         |  |
| 2016 | Scuderia Toro Rosso               | Toro Rosso STR11                 | Ferrari V6 turbo hybride Type 060          | P            | Daniil Kvyat       |         |         |         |         | 10e     | Abd.    | 12e     | Abd.    | Abd.    | 10e     | 16e     | 15e     | 14e     | Abd.    | 9e      | 14e     | 13e     | 12e     | 18e     | 13e     | Abd.    |         |         |         | 63              | 7e         |  |
| 2017 | Scuderia Toro Rosso               | Toro Rosso STR12                 | Renault V6 turbo hybride R.17              | P            |                    | AUS     | CHN     | BHR     | RUS     | ESP     | MON     | CAN     | AZE     | AUT     | GBR     | HON     | BEL     | ITA     | SIN     | MAL     | JPN     | USA     | MEX     | BRÉ     | ABU     |         |         |         |         | 53              | 7e         |  |
| 2017 | Scuderia Toro Rosso               | Toro Rosso STR12                 | Renault V6 turbo hybride R.17              | P            | Daniil Kvyat       | 9e      | Abd.    | 12e     | 12e     | 9e      | 15e*    | Abd.    | Abd.    | 16e     | 15e     | 11e     | 12e     | 12e     | Abd.    |         |         | 10e     |         |         |         |         |         |         |         | 53              | 7e         |  |
| 2017 | Scuderia Toro Rosso               | Toro Rosso STR12                 | Renault V6 turbo hybride R.17              | P            | Carlos Sainz Jr.   | 8e      | 7e      | Abd.    | 10e     | 7e      | 6e      | Abd.    | 8e      | Abd.    | Abd.    | 7e      | 10e     | 14e     | 4e      | Abd.    | Abd.    |         |         |         |         |         |         |         |         | 53              | 7e         |  |
| 2017 | Scuderia Toro Rosso               | Toro Rosso STR12                 | Renault V6 turbo hybride R.17              | P            | Pierre Gasly       |         |         |         |         |         |         |         |         |         |         |         |         |         |         | 14e     | 13e     |         | 13e     | 12e     | 16e     |         |         |         |         | 53              | 7e         |  |
| 2017 | Scuderia Toro Rosso               | Toro Rosso STR12                 | Renault V6 turbo hybride R.17              | P            | Brendon Hartley    |         |         |         |         |         |         |         |         |         |         |         |         |         |         |         |         | 13e     | Abd.    | Abd.    | 15e     |         |         |         |         | 53              | 7e         |  |
| 2018 | Red Bull Toro Rosso Honda         | Toro Rosso STR13                 | Honda V6 turbo hybride RA618H              | P            |                    | AUS     | BAH     | CHI     | AZE     | ESP     | MON     | CAN     | FRA     | AUT     | GBR     | ALL     | HON     | BEL     | ITA     | SIN     | RUS     | JAP     | USA     | MEX     | BRE     | ABU     |         |         |         | 33              | 9e         |  |
| 2018 | Red Bull Toro Rosso Honda         | Toro Rosso STR13                 | Honda V6 turbo hybride RA618H              | P            | Pierre Gasly       | Abd.    | 4e      | 18e     | 12e     | Abd.    | 7e      | 11e     | Abd.    | 11e     | 13e     | 14e     | 6e      | 9e      | 14e     | 13e     | Abd.    | 11e     | 12e     | 10e     | 13e     | Abd.    |         |         |         | 33              | 9e         |  |
| 2018 | Red Bull Toro Rosso Honda         | Toro Rosso STR13                 | Honda V6 turbo hybride RA618H              | P            | Brendon Hartley    | 15e     | 17e     | 20e*    | 10e     | 12e     | 19e*    | Abd.    | 14e     | Abd.    | Abd.    | 10e     | 11e     | 14e     | Abd.    | 17e     | Abd.    | 13e     | 9e      | 14e     | 11e     | 12e     |         |         |         | 33              | 9e         |  |
| 2019 | Red Bull Toro Rosso Honda         | Toro Rosso STR14                 | Honda V6 turbo hybride RA619H              | P            |                    | AUS     | BAH     | CHN     | AZE     | ESP     | MON     | CAN     | FRA     | AUT     | GBR     | ALL     | HON     | BEL     | ITA     | SIN     | RUS     | JPN     | MEX     | USA     | BRE     | ABU     |         |         |         | 85              | 6e         |  |
| 2019 | Red Bull Toro Rosso Honda         | Toro Rosso STR14                 | Honda V6 turbo hybride RA619H              | P            | Daniil Kvyat       | 10e     | 12e     | Abd.    | Abd.    | 9e      | 7e      | 10e     | 14e     | 17e     | 9e      | 3e      | 15e     | 7e      | Abd.    | 15e     | 12e     | 10e     | 11e     | 12e     | 10e     | 9e      |         |         |         | 85              | 6e         |  |
| 2019 | Red Bull Toro Rosso Honda         | Toro Rosso STR14                 | Honda V6 turbo hybride RA619H              | P            | Alexander Albon    | 14e     | 9e      | 10e     | 11e     | 11e     | 8e      | Abd.    | 15e     | 15e     | 12e     | 6e      | 10e     |         |         |         |         |         |         |         |         |         |         |         |         | 85              | 6e         |  |
| 2019 | Red Bull Toro Rosso Honda         | Toro Rosso STR14                 | Honda V6 turbo hybride RA619H              | P            | Pierre Gasly       |         |         |         |         |         |         |         |         |         |         |         |         | 9e      | 11e     | 8e      | 14e     | 7e      | 9e      | 16e*    | 2e      | 18e     |         |         |         | 85              | 6e         |  |
| 2020 | Scuderia AlphaTauri Honda         | AlphaTauri AT01                  | Honda V6 turbo hybride RA620H              | P            |                    | AUT     | STY     | HON     | GBR     | 70e     | ESP     | BEL     | ITA     | TOS     | RUS     | EIF     | POR     | EMI     | TUR     | BAH     | SAK     | ABU     |         |         |         |         |         |         |         | 107             | 7e         |  |
| 2020 | Scuderia AlphaTauri Honda         | AlphaTauri AT01                  | Honda V6 turbo hybride RA620H              | P            | Pierre Gasly       | 7e      | 15e     | Abd.    | 7e      | 11e     | 9e      | 8e      | 1er     | Abd.    | 9e      | 6e      | 5e      | Abd.    | 13e     | 6e      | 11e     | 8e      |         |         |         |         |         |         |         | 107             | 7e         |  |
| 2020 | Scuderia AlphaTauri Honda         | AlphaTauri AT01                  | Honda V6 turbo hybride RA620H              | P            | Daniil Kvyat       | Abd.    | 10e     | 12e     | Abd.    | 10e     | 12e     | 11e     | 9e      | 7e      | 8e      | 15e     | 19e     | 4e      | 12e     | 11e     | 7e      | 11e     |         |         |         |         |         |         |         | 107             | 7e         |  |
| 2021 | Scuderia AlphaTauri Honda         | AlphaTauri AT02                  | Honda V6 turbo hybride RA621H              | P            |                    | BAH     | EMI     | POR     | ESP     | MON     | AZE     | FRA     | STY     | AUT     | GBR     | HON     | BEL     | P-B     | ITA     | RUS     | TUR     | USA     | MEX     | BRE     | QAT     | SAU     | ABU     |         |         | 142             | 6e         |  |
| 2021 | Scuderia AlphaTauri Honda         | AlphaTauri AT02                  | Honda V6 turbo hybride RA621H              | P            | Pierre Gasly       | 17e*    | 8e      | 10e     | 10e     | 6e      | 3e      | 7e      | Abd.    | 9e      | 11e     | 5e      | 6e      | 4e      | Abd.    | 13e     | 6e      | Abd.    | 4e      | 7e      | 11e     | 6e      | 5e      |         |         | 142             | 6e         |  |
| 2021 | Scuderia AlphaTauri Honda         | AlphaTauri AT02                  | Honda V6 turbo hybride RA621H              | P            | Yuki Tsunoda       | 9e      | 13e     | 15e     | Abd.    | 16e     | 7e      | 13e     | 10e     | 12e     | 10e     | 6e      | 15e     | Abd.    | Abd.    | 17e     | 14e     | 9e      | Abd.    | 15e     | 13e     | 14e     | 4e      |         |         | 142             | 6e         |  |
| 2022 | Scuderia AlphaTauri Red Bull      | AlphaTauri AT03                  | Red Bull Powertrains V6 turbo hybride H001 | P            |                    | BAH     | SAU     | AUS     | EMI     | MIA     | ESP     | MON     | AZE     | CAN     | GBR     | AUT     | FRA     | HON     | BEL     | P-B     | ITA     | SIN     | JPN     | USA     | MEX     | BRE     | ABU     |         |         | 35              | 9e         |  |
| 2022 | Scuderia AlphaTauri Red Bull      | AlphaTauri AT03                  | Red Bull Powertrains V6 turbo hybride H001 | P            | Pierre Gasly       | Abd.    | 8e      | 9e      | 12e     | Abd.    | 13e     | 11e     | 5e      | 14e     | Abd.    | 15e     | 12e     | 12e     | 9e      | 11e     | 8e      | 10e     | 18e     | 14e     | 11e     | 14e     | 14e     |         |         | 35              | 9e         |  |
| 2022 | Scuderia AlphaTauri Red Bull      | AlphaTauri AT03                  | Red Bull Powertrains V6 turbo hybride H001 | P            | Yuki Tsunoda       | 8e      | Np.     | 15e     | 7e      | 12e     | 10e     | 17e     | 13e     | Abd.    | 14e     | 16e     | Abd.    | 19e     | 12e     | Abd.    | 14e     | Abd.    | 13e     | 10e     | Abd.    | 17e     | 11e     |         |         | 35              | 9e         |  |
| 2023 | Scuderia AlphaTauri Red Bull      | AlphaTauri AT04                  | Red Bull Powertrains V6 turbo hybride      | P            |                    | BAH     | SAU     | AUS     | AZE     | MIA     | MON     | ESP     | CAN     | AUT     | GBR     | HON     | BEL     | P-B     | ITA     | SIN     | JAP     | QAT     | USA     | MEX     | BRE     | LVE     | ABU     |         |         | 25              | 8e         |  |
| 2023 | Scuderia AlphaTauri Red Bull      | AlphaTauri AT04                  | Red Bull Powertrains V6 turbo hybride      | P            | Nyck de Vries      | 14e     | 14e     | 15e     | Abd.    | 18e     | 12e     | 14e     | 18e     | 17e     | 17e     |         |         |         |         |         |         |         |         |         |         |         |         |         |         | 25              | 8e         |  |
| 2023 | Scuderia AlphaTauri Red Bull      | AlphaTauri AT04                  | Red Bull Powertrains V6 turbo hybride      | P            | Yuki Tsunoda       | 11e     | 11e     | 10e     | 10e     | 11e     | 15e     | 12e     | 14e     | 16e     | 16e     | 15e     | 10e     | 15e     | Np.     | Abd.    | 12e     | 15e     | 8e      | 12e     | 9e      | 18e*    | 8e      |         |         | 25              | 8e         |  |
| 2023 | Scuderia AlphaTauri Red Bull      | AlphaTauri AT04                  | Red Bull Powertrains V6 turbo hybride      | P            | Daniel Ricciardo   |         |         |         |         |         |         |         |         |         |         | 13e     | 16e     | Forf.   | Forf.   | Forf.   | Forf.   | Forf.   | 15e     | 7e      | 13e     | 14e     | 11e     |         |         | 25              | 8e         |  |
| 2023 | Scuderia AlphaTauri Red Bull      | AlphaTauri AT04                  | Red Bull Powertrains V6 turbo hybride      | P            | Liam Lawson        |         |         |         |         |         |         |         |         |         |         |         |         | 13e     | 11e     | 9e      | 11e     | 17e     |         |         |         |         |         |         |         | 25              | 8e         |  |
| 2024 | Visa Cash App RB Formula One Team | Racing Bulls VCARB 01            | Honda RBPT V6 turbo hybride RBPTH002       | P            |                    | BAH     | SAU     | AUS     | JAP     | CHN     | MIA     | EMI     | MON     | CAN     | ESP     | AUT     | GBR     | HON     | BEL     | P-B     | ITA     | AZE     | SIN     | USA     | MEX     | SAO     | LVE     | QAT     | ABU     | 46              | 8e         |  |
| 2024 | Visa Cash App RB Formula One Team | Racing Bulls VCARB 01            | Honda RBPT V6 turbo hybride RBPTH002       | P            | Daniel Ricciardo   | 13e     | 16e     | 12e     | Abd.    | Abd.    | 15e     | 13e     | 12e     | 8e      | 15e     | 9e      | 13e     | 12e     | 10e     | 12e     | 13e     | 13e     | 18e     |         |         |         |         |         |         | 46              | 8e         |  |
| 2024 | Visa Cash App RB Formula One Team | Racing Bulls VCARB 01            | Honda RBPT V6 turbo hybride RBPTH002       | P            | Yuki Tsunoda       | 14e     | 15e     | 7e      | 10e     | Abd.    | 7e      | 10e     | 8e      | 14e     | 19e     | 14e     | 10e     | 9e      | 16e     | 17e     | Abd.    | Abd.    | 12e     | 14e     | Abd.    | 7e      | 9e      | 13e     | 12e     | 46              | 8e         |  |
| 2024 | Visa Cash App RB Formula One Team | Racing Bulls VCARB 01            | Honda RBPT V6 turbo hybride RBPTH002       | P            | Liam Lawson        |         |         |         |         |         |         |         |         |         |         |         |         |         |         |         |         |         |         | 9e      | 16e     | 9e      | 16e     | 14e     | 17e*    | 46              | 8e         |  |
| 2025 | RB Formula One Team               | Racing Bulls VCARB 02            | Honda RBPT V6 turbo hybride RBPTH002       | P            |                    | AUS     | CHN     | JAP     | BAH     | ARA     | MIA     | EMI     | MON     | ESP     | CAN     | AUT     | GBR     | BEL     | HON     | P-B     | ITA     | AZE     | SIN     | USA     | MEX     | BRE     | LVE     | QAT     | ABU     | 45              | 8e         |  |
| 2025 | RB Formula One Team               | Racing Bulls VCARB 02            | Honda RBPT V6 turbo hybride RBPTH002       | P            | Yuki Tsunoda       | 12e     | 16e+3   |         |         |         |         |         |         |         |         |         |         |         |         |         |         |         |         |         |         |         |         |         |         | 45              | 8e         |  |
| 2025 | RB Formula One Team               | Racing Bulls VCARB 02            | Honda RBPT V6 turbo hybride RBPTH002       | P            | Isack Hadjar       | Np.     | 11e     | 8e      | 13e     | 10e     | 11e     | 9e      | 6e      | 7e      | 16e     | 12e     | Abd.    | 20e+8e  | 11e     |         |         |         |         |         |         |         |         |         |         | 45              | 8e         |  |
| 2025 | RB Formula One Team               | Racing Bulls VCARB 02            | Honda RBPT V6 turbo hybride RBPTH002       | P            | Liam Lawson        |         |         | 17e     | 16e     | 12e     | Abd.    | 14e     | 8e      | 11e     | Abd.    | 6e      | Abd.    | 8e      | 8e      |         |         |         |         |         |         |         |         |         |         |                 |            |  |
| Légende : ici - * : Le pilote n'a pas terminé la course mais est classé pour avoir parcouru 90 % de la distance prévue. - ** : La moitié des points a été distribuée parce que la course a été réduite de moins de 75 % de la distance de la course. |                                   |                                  |                                            |              |                    |         |         |         |         |         |         |         |         |         |         |         |         |         |         |         |         |         |         |         |         |         |         |         |         |                 |            |  |

## Palmarès des pilotes Toro Rosso/AlphaTauri/Racing Bulls
| Pilotes            | Grand Prix disputés | Victoires | Podiums | Points inscrits | Pole positions | Meilleurs tours en course | Tours en tête | Meilleur résultat |
| ------------------ | ------------------- | --------- | ------- | --------------- | -------------- | ------------------------- | ------------- | ----------------- |
| Pierre Gasly       | 96                  | 1         | 3       | 251             | 0              | 3                         | 24            | Vainqueur         |
| Daniil Kvyat       | 84                  | 0         | 1       | 68              | 0              | 1                         | 0             | 3e                |
| Jean-Éric Vergne   | 58                  | 0         | 0       | 51              | 0              | 0                         | 0             | 6e                |
| Carlos Sainz Jr.   | 56                  | 0         | 0       | 112             | 0              | 0                         | 0             | 4e                |
| Sébastien Buemi    | 55                  | 0         | 0       | 29              | 0              | 0                         | 1             | 7e                |
| Yuki Tsunoda       | 89                  | 0         | 0       | 94              | 0              | 1                         | 5             | 4e                |
| Jaime Alguersuari  | 46                  | 0         | 0       | 31              | 0              | 0                         | 0             | 7e                |
| Daniel Ricciardo   | 43                  | 0         | 0       | 36              | 0              | 0                         | 0             | 7e                |
| Vitantonio Liuzzi  | 35                  | 0         | 0       | 4               | 0              | 0                         | 0             | 6e                |
| Scott Speed        | 28                  | 0         | 0       | 0               | 0              | 0                         | 0             | 9e                |
| Sébastien Bourdais | 27                  | 0         | 0       | 6               | 0              | 0                         | 3             | 7e                |
| Liam Lawson        | 25                  | 0         | 0       | 26              | 0              | 0                         | 0             | 6e                |
| Brendon Hartley    | 25                  | 0         | 0       | 4               | 0              | 0                         | 0             | 9e                |
| Sebastian Vettel   | 25                  | 1         | 1       | 40              | 1              | 0                         | 52            | Vainqueur         |
| Max Verstappen     | 23                  | 0         | 0       | 62              | 0              | 0                         | 0             | 4e                |
| Isack Hadjar       | 14                  | 0         | 0       | 22              | 0              | 0                         | 0             | 6e                |
| Alexander Albon    | 12                  | 0         | 0       | 16              | 0              | 0                         | 0             | 6e                |
| Nyck de Vries      | 10                  | 0         | 0       | 0               | 0              | 0                         | 0             | 12e               |

## Logos

2006-2017
2018-2019
2020-2023
Depuis 2024